# Carestia del Bengala del 1943-1944
La carestia del Bengala del 1943-1944 è stata una carestia verificatasi nella regione del Bengala durante la seconda guerra mondiale. La regione faceva parte dell'India britannica, ma l'Esercito imperiale giapponese aveva occupato la Birmania e controllava il golfo del Bengala. L'emergenza iniziò in seguito ad un'inondazione che nell'ottobre 1942 distrusse i raccolti. Il numero delle vittime, a seconda delle stime, varia tra i due e i quattro milioni di persone.
Si stima che persero la vita 2,1-3 milioni di persone su una popolazione di 60,3 milioni a causa di inedia, malaria e altre malattie aggravate da malnutrizione, migrazione forzata, condizioni igieniche precarie e assenza di cure mediche. Milioni di persone si impoverirono quando la crisi travolse ampi segmenti dell'economia e sconvolse in modo catastrofico il tessuto sociale. Alla fine, le famiglie si disintegrarono; gli uomini vendettero le loro piccole fattorie e abbandonarono le case per cercare lavoro o per unirsi al British Indian Army, mentre donne e bambini divennero migranti senza casa, viaggiando spesso a Calcutta o in altre grandi città in cerca di aiuto. Gli storici di solito attribuiscono alla carestia una causa antropica, affermando che le politiche coloniali durante il periodo di guerra crearono ed esacerbarono la crisi. Una minoranza di studiosi britannici afferma tuttavia che la carestia abbia avuto cause naturali.
L'economia del Bengala era prevalentemente agricola, e tra la metà e i tre quarti della popolazione povera rurale viveva in una "condizione di semi-fame". La produttività agricola stagnante non fu in grado di far fronte a una popolazione in rapido aumento, con un conseguente calo a lungo termine della disponibilità pro capite di riso e un numero crescente di lavoratori poveri e senza terra. Un'alta percentuale di persone lavorò sotto un ciclo cronico e vertiginoso di indebitamento che si concluse con la schiavitù per debiti e la perdita delle loro proprietà fondiarie a causa dell'accaparramento di terreni.
Il finanziamento bellico portò all'inflazione, poiché la terra fu sottratta a migliaia di contadini. Molti lavoratori ricevevano salari monetari anziché pagamenti in natura con una parte del raccolto. Quando i prezzi aumentarono bruscamente, i loro salari rimasero invariati ed il calo dei salari reali rese loro meno capaci di acquistare cibo. Durante l'occupazione giapponese della Birmania, molte importazioni di riso andarono perse poiché le forniture di mercato e i sistemi di trasporto della regione furono interrotti dalle "politiche di negazione" britanniche per riso e barche. La Camera di commercio del Bengala (composta principalmente da aziende britanniche) con l'approvazione del governo del Bengala, applicò un regime alimentare per garantire la distribuzione preferenziale di beni e servizi ai lavoratori di settori prioritari come forze armate, industrie belliche, dipendenti pubblici e altre "classi prioritarie", per impedire loro di lasciare i propri incarichi. Questi fattori furono aggravati da un accesso limitato al grano: le fonti interne erano limitate da barriere commerciali interprovinciali di emergenza, mentre gli aiuti dal gabinetto di guerra di Churchill erano limitati, apparentemente a causa di una carenza di spedizioni in tempo di guerra. Tra le altre cause vi erano disastri naturali su larga scala nel Bengala sud-occidentale, come un ciclone, maremoti, inondazioni e malattie delle colture di riso. L'impatto relativo di ciascuno di questi fattori sul bilancio delle vittime è oggetto di controversie.
Il governo provinciale negò inizialmente l'esistenza di una carestia e gli aiuti umanitari furono inefficaci durante i mesi peggiori della crisi. Il governo tentò prima di influenzare il prezzo della risaia, ma provocò invece la creazione di un mercato nero che incoraggiò i venditori a trattenere le scorte, portando ad un'iperinflazione dovuta alla speculazione e all'accaparramento dopo l'abbandono dei controlli. Gli aiuti aumentarono in modo significativo quando l'esercito indiano britannico prese il controllo dei finanziamenti nell'ottobre 1943, ma i soccorsi effettivi arrivarono dopo un raccolto record di riso a dicembre. Le morti per fame diminuirono, ma più della metà dei decessi correlati alla carestia si verificò nel 1944 per malattie, dopo che la crisi della sicurezza alimentare si era attenuata.

## Contesto sociale e naturale

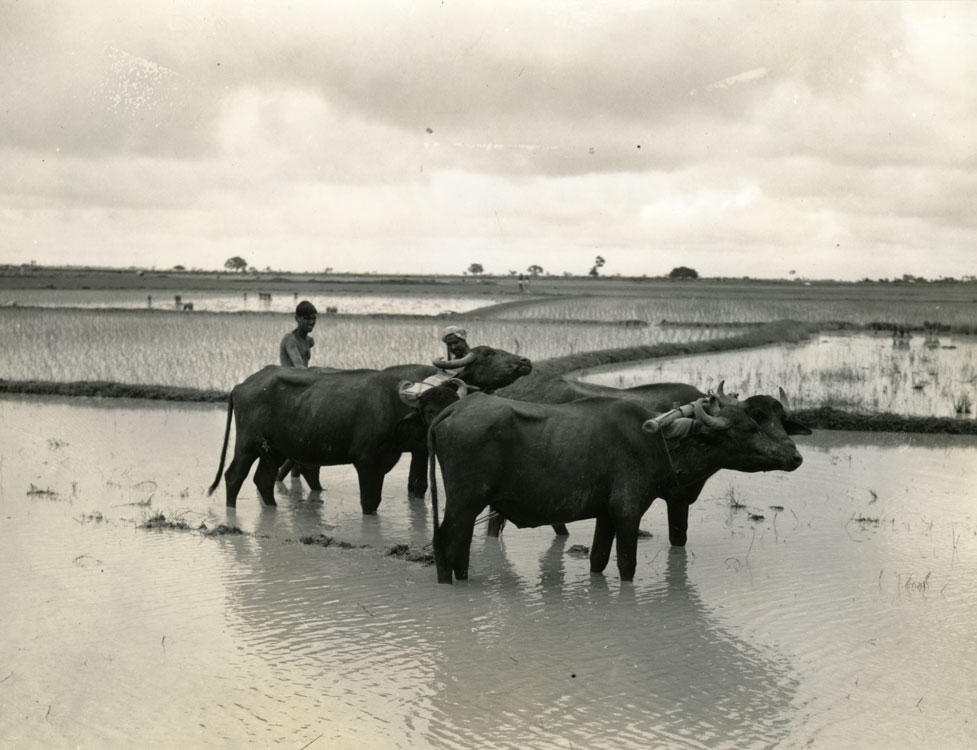
Coltivatori arano una risaia con bufali d'acqua vicino a Guskara, Bengala, 1944.

Dalla fine del XIX secolo fino alla Grande depressione, le forze sociali ed economiche esercitarono un impatto dannoso sulla struttura della distribuzione del reddito del Bengala e sulla capacità del suo settore agricolo di sostenere la popolazione. Questi processi comprendevano l'aumento del debito delle famiglie, una popolazione in rapida crescita, una produttività agricola stagnante, una maggiore stratificazione sociale e l'alienazione della classe contadina dalle loro proprietà terriere. L'interazione di questi gruppi sociali ed economici chiaramente definiti bloccarono i cittadini nella povertà e nell'indebitamento, rendendo difficile per loro resistere agli shock economici o mantenere il loro accesso al cibo oltre il breve termine. Nel 1942 e nel 1943, nel contesto della seconda guerra mondiale, gli shock subiti dai Bengalesi furono numerosi, complessi e talvolta improvvisi. Milioni di persone erano vulnerabili all'inedia.
Il rapporto del 1945 della Commissione d'inchiesta sulla carestia del Governo indiano descrisse il Bengala come una "terra di coltivatori di riso e di mangiatori di riso". Nella provincia, la produzione agricola era dominata da quella del riso, rappresentando quasi l'88% del terreno coltivato e il 75% dei suoi raccolti. Complessivamente, il Bengala produceva un terzo del riso indiano, più di qualsiasi altra singola provincia. Il riso rappresentava il 75-85% del consumo alimentare giornaliero, con il pesce come seconda principale fonte di cibo, integrato da piccole quantità di grano.
Nel Bengala sono presenti tre raccolti di riso stagionali, e quello di gran lunga più importante è il raccolto invernale del riso aman: seminato a maggio e giugno e raccolto a novembre e dicembre, produce circa il 70% del raccolto annuale totale. Fondamentalmente, il dibattuto calo della produzione di riso nel 1942 si verificò durante il fondamentale raccolto dell'aman.
La resa di riso per acro è stata stagnante sin dall'inizio del XX secolo; assieme alla crescente popolazione, ciò creò una maggiore pressione che divenne un fattore importante nella carestia. Il Bengala era abitato da circa 60 milioni di persone in un'area di 77,442 miglia quadre (200,57 km²), secondo quanto riportato da un censimento del 1941. Il calo dei tassi di mortalità, indotto in parte dal successo precedente al 1943 del Raj britannico nella compensazione della carestia, fece aumentare la sua popolazione del 43% tra il 1901 e il 1941, da 42,1 milioni a 60,3 milioni. Nello stesso periodo la popolazione indiana nel suo complesso era aumentata del 37%. L'economia era quasi esclusivamente agraria, ma la produttività agricola era tra le più basse al mondo. La tecnologia agricola era sottosviluppata, l'accesso al credito era limitato e costoso e qualsiasi potenziale aiuto statale era ostacolato da vincoli politici e finanziari. La qualità della terra e la fertilità diminuirono nel Bengala e in altre regioni dell'India, ma la perdita bengalese fu particolarmente grave. L'espansione agricola richiese la deforestazione e la bonifica dei terreni, e queste attività danneggiarono i corsi d'acqua naturali, insabbiando i fiumi e i canali che li alimentavano, prosciugando loro e i loro delta fertili. La combinazione di questi fattori causò una produttività agricola ostinatamente bassa.
Prima del 1920 circa, la domanda di cibo della crescente popolazione del Bengala poteva essere parzialmente soddisfatta bonificando terre sterili inutilizzate. Non più tardi del primo quarto del XX secolo, il Bengala iniziò a subire una grave carenza di tali terre, che provocò una carenza cronica e crescente di riso. L'incapacità di tenere il passo con la rapida crescita della popolazione trasformò il Bengala da esportatore netto di cereali a importatore netto. Tuttavia, le importazioni rappresentavano una piccola parte del totale dei raccolti alimentari disponibili, e non furono sufficienti per alleviare i problemi di approvvigionamento alimentare. Il medico e chimico bengalese Chunilal Bose, professore all'Università di medicina di Calcutta, stimò nel 1930 che la dieta bengalese era tra le meno nutrienti in India e nel mondo nonché notevolmente dannosa per la salute fisica della popolazione, a causa sia degli ingredienti che per la piccola quantità totale di cibo assunta. Lo storico dell'economia Cormac Ó Gráda scrisse:
(Ó Gráda 2015, p. 12)
Queste condizioni lasciarono una larga parte della popolazione continuamente sull'orlo della malnutrizione o addirittura della fame.

### Accaparramento dei terreni
I cambiamenti strutturali nel mercato del credito e nei diritti di trasferimento della terra spinsero il Bengala verso un rischio ricorrente di carestia e stabilirono quali gruppi economici avrebbero avuto maggiori difficoltà. Il sistema indiano di proprietà fondiaria, in particolare nel Bengala, era molto complesso, con diritti divisi in modo iniquo fra tre diversi gruppi economici e sociali: i grandi proprietari zamindari, i "ricchi contadini" jotedari e, al livello socioeconomico più basso, i piccoli proprietari ryot (contadini), bargadar (mezzadri) e i braccianti agricoli. I zamindar e jotedari erano protetti dalla legge e dalle tradizioni, ma coloro che coltivavano il suolo, con proprietà terriere piccole o nulle, subivano perdite persistenti e crescenti dei diritti fondiari e del benessere. Tra la fine dell'Ottocento e l'inizio del Novecento, il potere e l'influenza dei proprietari terrieri diminuirono a favore dei jotedari. In particolare nelle regioni meno sviluppate, i jotedari acquisirono potere come commercianti di grano o juta e soprattutto concedendo prestiti a mezzadri, braccianti agricoli e ryot. I jotedari acquisirono potere sui loro subordinati tramite la schiavitù per indebitamento (attraverso il trasferimento di debiti e mutui) e l'accaparramento dei terreni lotto per lotto.
L'accaparramento dei terreni di solito avveniva tramite mercati informali del credito. Molte entità finanziarie erano scomparse durante la Grande depressione, e i contadini con piccole proprietà terriere dovevano in genere ricorrere a prestatori locali informali per acquistare beni di prima necessità durante i mesi di magra tra i raccolti. Come testimoniato dall'influente uomo d'affari bengalese M. A. Ispahani, "il coltivatore del Bengala, [anche] prima della guerra, aveva tre mesi di banchetti, cinque mesi di dieta di sussistenza e quattro mesi di fame." Inoltre, un lavoratore si indebitava se non possedeva beni recuperabili in contanti, come sementi o bestiame per arare. In particolare, durante gli scarsi raccolti, i piccoli proprietari cadevano in cicli di debiti, cedendo spesso le proprie terre ai creditori.
I piccoli proprietari terrieri e mezzadri acquisirono debiti gonfiati da tassi d'interesse usurari. Qualsiasi raccolto scarso richiedeva un pesante tributo: l'accumulo di debito al consumo, prestiti stagionali e di crisi avviarono una spirale d'indebitamento perpetuo. Era quindi relativamente facile per i jotedari utilizzare i contenziosi per costringere i debitori a vendere tutte o in parte le loro proprietà terriere ad un prezzo basso oppure per incamerarle all'asta. I debitori divennero quindi mezzadri e braccianti senza terra o poveri che di solito lavoravano negli stessi campi posseduti in precedenza. L'accumulo dei debiti familiari verso un unico creditore locale e informale legava il debitore quasi inevitabilmente al creditore/possidente e divenne quasi impossibile saldare il debito dopo un buon raccolto. In questo modo, i jotedari impoverivano e dominavano sulle classi più abbienti nei diversi distretti del Bengala.
Tale sfruttamento, esacerbato dalle pratiche ereditarie musulmane che prevedevano la divisione della terra tra più fratelli, ampliò le disuguaglianze nella proprietà dei terreni. A quel tempo, milioni di agricoltori bengalesi possedevano poca o nessuna terra. In termini assoluti, il gruppo sociale che subì di gran lunga la maggior parte di ogni forma di impoverimento e morte durante la carestia del Bengala del 1943 fu quello dei braccianti agricoli senza terra.

### Trasporti

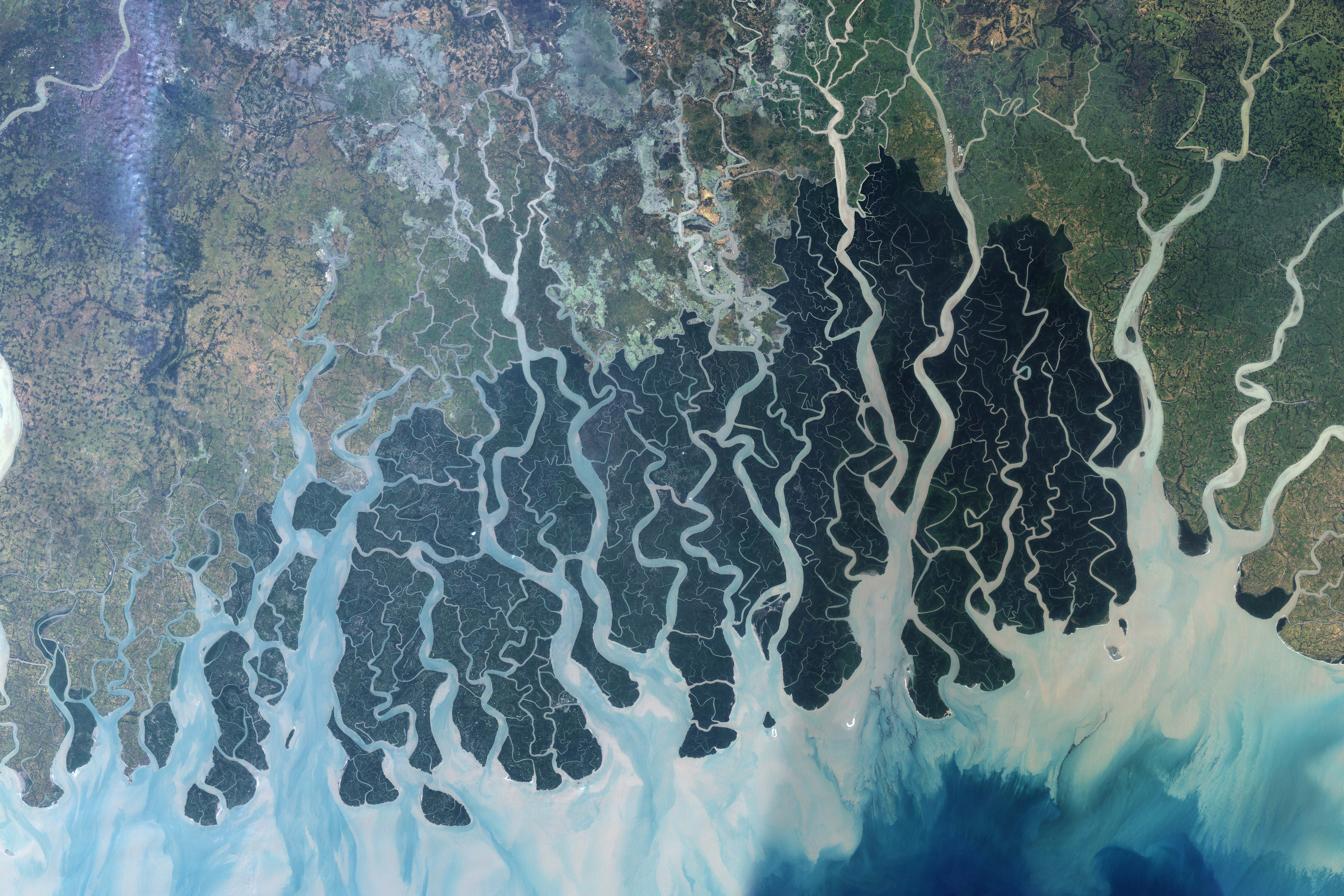
Vista satellitare della Sundarbans

Il trasporto fluviale rappresentava la via principale durante le stagioni delle piogge e tutto l'anno in aree come il vasto delta sud-orientale della Sundarbans, costituendo una parte integrante dell'economia del Bengala ed un fattore insostituibile nella produzione e distribuzione del riso. Le strade erano generalmente scarse e in pessime condizioni, mentre l'ampio sistema ferroviario del Bengala era principalmente utilizzato per scopi militari fino alle ultime fasi della crisi.
Lo sviluppo delle ferrovie nel Bengala negli anni novanta del XIX secolo interruppe il drenaggio naturale e divise la regione in innumerevoli "compartimenti" scarsamente drenati. La ferrovia portò indirettamente ad un eccessivo insabbiamento dei letti fluviali che aumentò le inondazioni e il numero di aree con acqua stagnante, danneggiando così la produzione agricola, contribuendo ad un parziale cambio dal riso aman a varietà meno produttive e creando un ambiente più ospitale per le malattie veicolate dall'acqua come il colera e la malaria.

### Suolo e fornitura d'acqua
Il profilo del suolo nel Bengala differisce tra est e ovest: il suolo sabbioso dell'est e la terra sedimentaria più leggera della Sundarbans tendevano a drenare più rapidamente dopo la stagione dei monsoni rispetto alle regioni argillose o di laterite del Bengala occidentale. L'esaurimento del suolo rese necessario lasciare a riposo ampi tratti nel Bengala occidentale e centrale, mentre il Bengala orientale aveva molti meno campi incolti. L'inondazione annuale di questi campi incolti aveva creato un luogo di riproduzione ideale per le zanzare portatrici di malaria, e le epidemie di tale malattie potevano durare un mese in più nelle aree centrali e occidentali con drenaggio più lento.
Le aree rurali non avevano accesso a fonti di acqua potabile, e l'acqua proveniva principalmente da grandi serbatoi interrati, fiumi e pozzi tubolari. Nella stagione secca, le vasche parzialmente prosciugate diventavano un'ulteriore area di riproduzione per le zanzare vettore della malaria. L'acqua dei fiumi e delle cisterne poteva essere facilmente contaminata da colera, mentre i pozzi tubolari erano molto più sicuri. Tuttavia, fino a un terzo dei pozzi esistenti nel Bengala in tempo di guerra erano in rovina.

## Contesto storico
Per tutto il 1942 e l'inizio del 1943, l'economia bengalese fu colpita da eventi militari e politici combinati con disastri naturali e patologie vegetali. Mentre il fabbisogno alimentare bengalese aumentò per l'aumentata presenza militare e per l'afflusso di rifugiati dalla Birmania, la capacità del Bengala di ottenere riso e altri cereali era limitato da barriere commerciali interprovinciali.

### Conquista giapponese della Birmania ed esodo

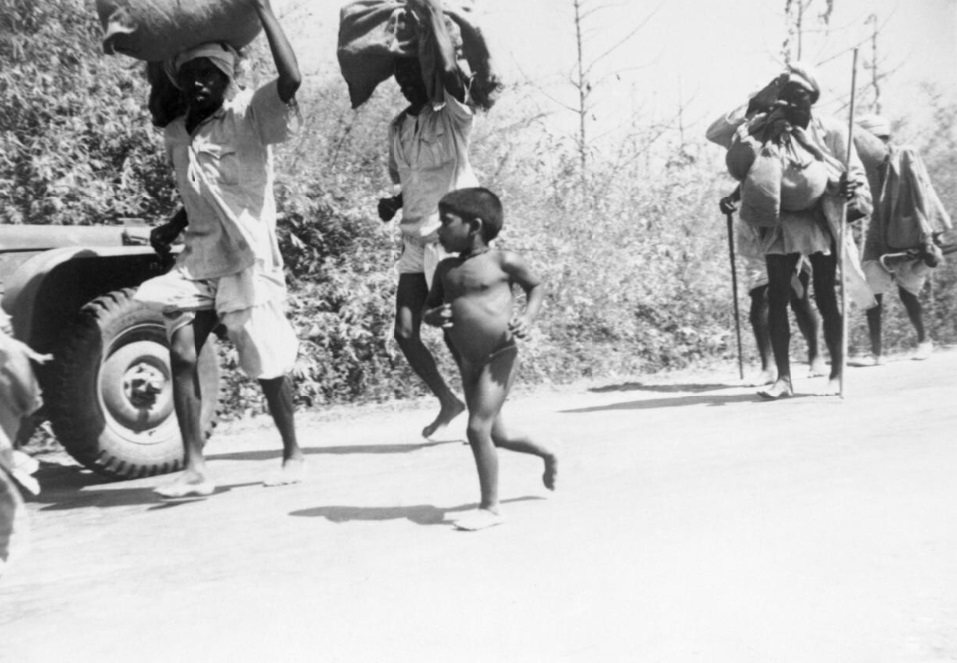
Rifugiati indiani lasciano la Birmania lungo la Prome Road da Rangoon a Mandalay, giugno 1942.

La campagna giapponese in Birmania provocò un esodo verso l'India di oltre la metà del milione di indiani residenti. Il flusso iniziò dopo il bombardamento di Rangoon tra dicembre 1941 e marzo 1942, e nei mesi successivi la popolazione si riversò ai confini. Il 26 aprile 1942, tutte le forze alleate ricevettero l'ordine di ritirarsi dalla Birmania in India, ed il trasporto militare e altre furono dedicate all'uso esclusivo militare e non potevano esser quindi utilizzate dai rifugiati. Verso la metà di maggio 1942, le piogge monsoniche divennero pesanti sulle colline del Manipur e inibirono ulteriormente gli spostamenti civili.
I rifugiati che raggiunsero l'India furono almeno 500 000, ma decine di migliaia morirono nel viaggio. Nei mesi successivi, dal 70 all'80% di questi rifugiati fu colpito da malattie come dissenteria, vaiolo, malaria o colera, con il 30% di casi gravi. L'afflusso dei rifugiati aveva favorito diverse condizioni che potrebbero aver contribuito alla carestia: il loro arrivo aumentò la domanda di cibo, vestiti e aiuti sanitari, mettendo a dura prova le risorse della provincia. Le pessime condizioni igieniche del viaggio forzato dei rifugiati suscitarono il timore degli ufficiali di un rischio per la salute pubblica a causa delle epidemie provocate dalle perturbazioni sociali. Infine, il loro turbamento dopo i loro sforzi alimentò presagi, incertezza e panico tra la popolazione del Bengala, portando ad acquisti e accumuli da panico che potrebbero aver contribuito all'inizio della carestia.
Nell'aprile 1942, le navi da guerra e gli aerei giapponesi avevano affondato circa 100 000 tonnellate di navi mercantili nel Golfo del Bengala. Secondo il generale Archibald Wavell, comandante in capo dell'esercito in India, sia il War Office di Londra che il comandante della Eastern Fleet britannica avevano riconosciuto che la flotta non era in grado di opporsi efficacemente agli attacchi navali giapponesi a Ceylon, nell'India meridionale o orientale, o nella navigazione nel Golfo del Bengala. Per decenni, il trasporto ferroviario era stata parte integrante degli sforzi di successo del Raj per prevenire una carestia in India, ma i raid giapponesi misero a dura prova le ferrovie, già provate dalle inondazioni nel Brahmaputra, ed il movimento indipendentista Quit India stava anche prendendo di mira le vie stradali e ferroviarie. Il trasporto di rifornimenti civili fu compromesso dai maggiori obblighi militari delle ferrovie e dallo smantellamento dei binari effettuato nelle aree del Bengala orientale nel 1942 per ostacolare un potenziale invasione giapponese.

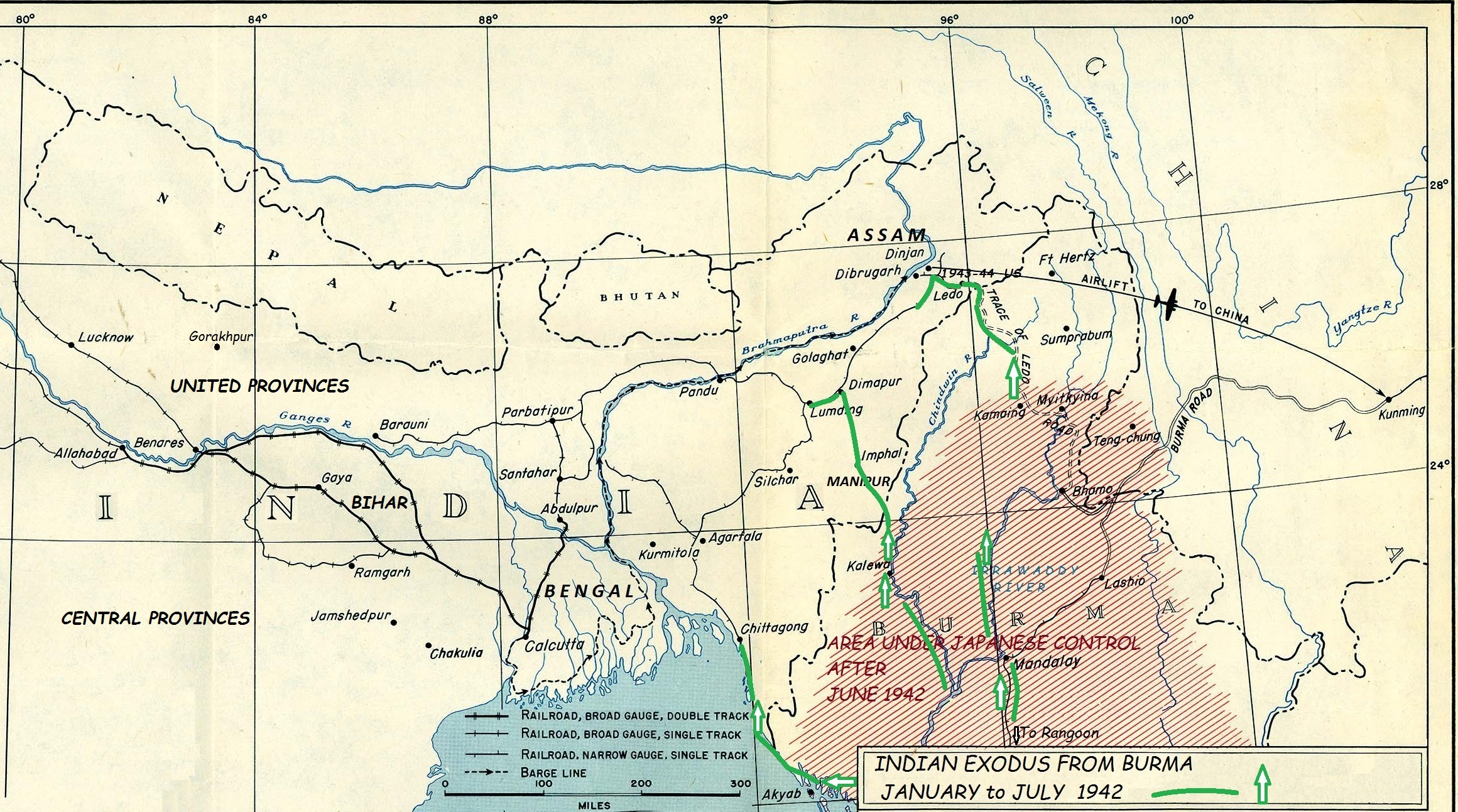
Mappa che indica l'esodo di civili indiani dalla Birmania nel Manipur, Bengala e Assam, tra gennaio e luglio 1942.

La caduta di Rangoon nel marzo 1942 interruppe le importazioni di riso birmano in India e Ceylon. I prezzi del riso erano già più alti del 69% nel settembre 1941 rispetto a quelli dell'agosto 1939, a causa anche dell'aumento della popolazione locale, e la perdita delle importazioni birmane portò ad un ulteriore aumento della domanda nelle regioni produttrici di riso. Secondo la Commissione d'inchiesta sulla carestia, ciò avvenne in un mercato dove il "progredire della guerra rendeva riluttanti a vendere quei venditori che potevano permettersi di aspettare". La perdita di importazioni dalla Birmania portò ad un aggressivo accaparramento per il riso in tutta l'India, innescando un aumento drammatico e senza precedenti dell'inflazione dei prezzi per la domanda nel Bengala e in altre regioni indiane produttrici di riso. In tutta l'India, si verificò quindi uno "squilibrio" dei mercati del riso e nel Bengala, in particolare, l'effetto della perdita di riso birmano sui prezzi fu enormemente sproporzionato rispetto alla dimensione relativamente modesta della perdita in termini di consumo totale. Tuttavia, il Bengala continuò per mesi ad esportare riso verso Ceylon, nonostante il palesarsi di una crisi alimentare. Tutto questo fu una delle cause dirette delle barriere commerciali interprovinciali sul movimento dei cereali, e contribuì ad una serie di politiche governative fallimentari che aggravarono ulteriormente la crisi alimentare.

### Militarizzazione alleata, inflazione e deportazione

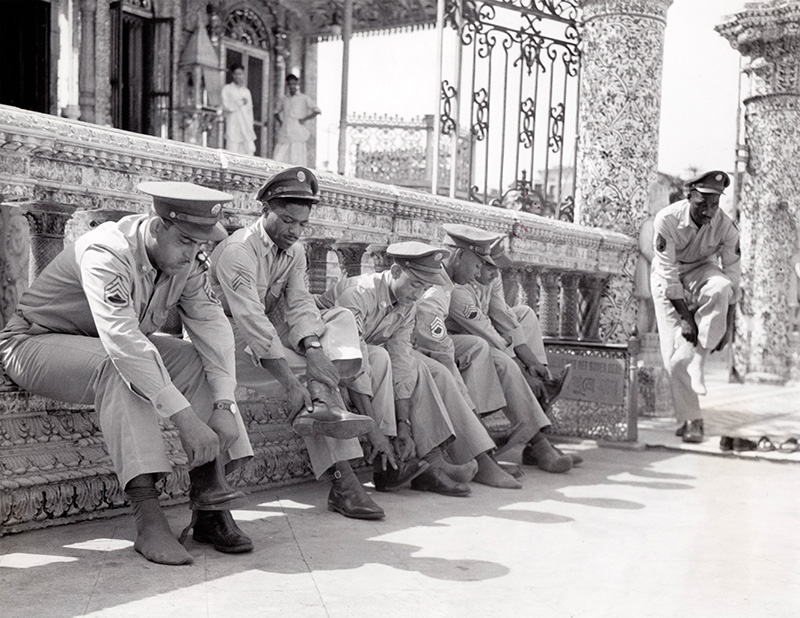
Soldati statunitensi al tempio Jain di Calcutta, luglio 1943. Calcutta divenne un centro per centinaia di migliaia di truppe alleate.

La caduta della Birmania ebbe un forte impatto sul Bengala rispetto alle altre regioni dell'India. Le principali aree urbane, in particolare Calcutta, attirarono un numero crescente di lavoratori nelle industrie militari e di truppe alleate. I lavoratori non qualificati del Bengala e delle province vicine furono impiegati da appaltatori militari, in particolare per la costruzione di aeroporti statunitensi e britannici. Centinaia di migliaia di truppe statunitensi, britanniche, indiane e cinesi giunsero nella provincia, mettendo a dura prova le forniture interne e portando a penurie in un'ampia gamma di beni di prima necessità. Le pressioni inflazionistiche generali di un'economia in tempo di guerra causarono un rapido aumento dei prezzi in tutti i settori di beni e servizi: L'aumento dei prezzi "non fu inquietante" fino al 1941, quando divenne più allarmante, ma all'inizio del 1943 il tasso di inflazione in particolare per i cereali aumentò bruscamente.
Ai militari veniva venduta quasi l'intera produzione delle industrie tessili e conciarie indiane. Con il sistema impiegato dal Regno Unito per procurarsi beni attraverso il governo indiano, le industrie locali furono lasciate ai privati ma dovettero vendere le loro merci ai militari a credito e prezzi bassi e fissi. Tuttavia, le aziende erano libere di addebitare qualsiasi prezzo a piacere nel loro mercato interno per qualunque eccedenza. Ad esempio, le industrie tessili che fornivano stoffe per le uniformi delle forze armate britanniche, applicavano prezzi molto alti nei mercati interni. Verso la fine del 1942, i prezzi dei tessuti erano più che triplicati rispetto a quelli precedenti lo scoppio della guerra, e quadruplicarono nella metà del 1943. Inoltre, gran parte dei beni rimasti per l'uso civile furono acquistati dagli speculatori, e di conseguenza "nel 1943-1944 il consumo civile dei prodotti di cotone è diminuito di oltre il 23% rispetto al livello nel periodo di pace". Le difficoltà provate dalla popolazione rurale a causa di una grave "carestia di tessuti" furono alleviate quando i militari iniziarono a distribuire soccorsi tra ottobre 1942 e aprile 1943.

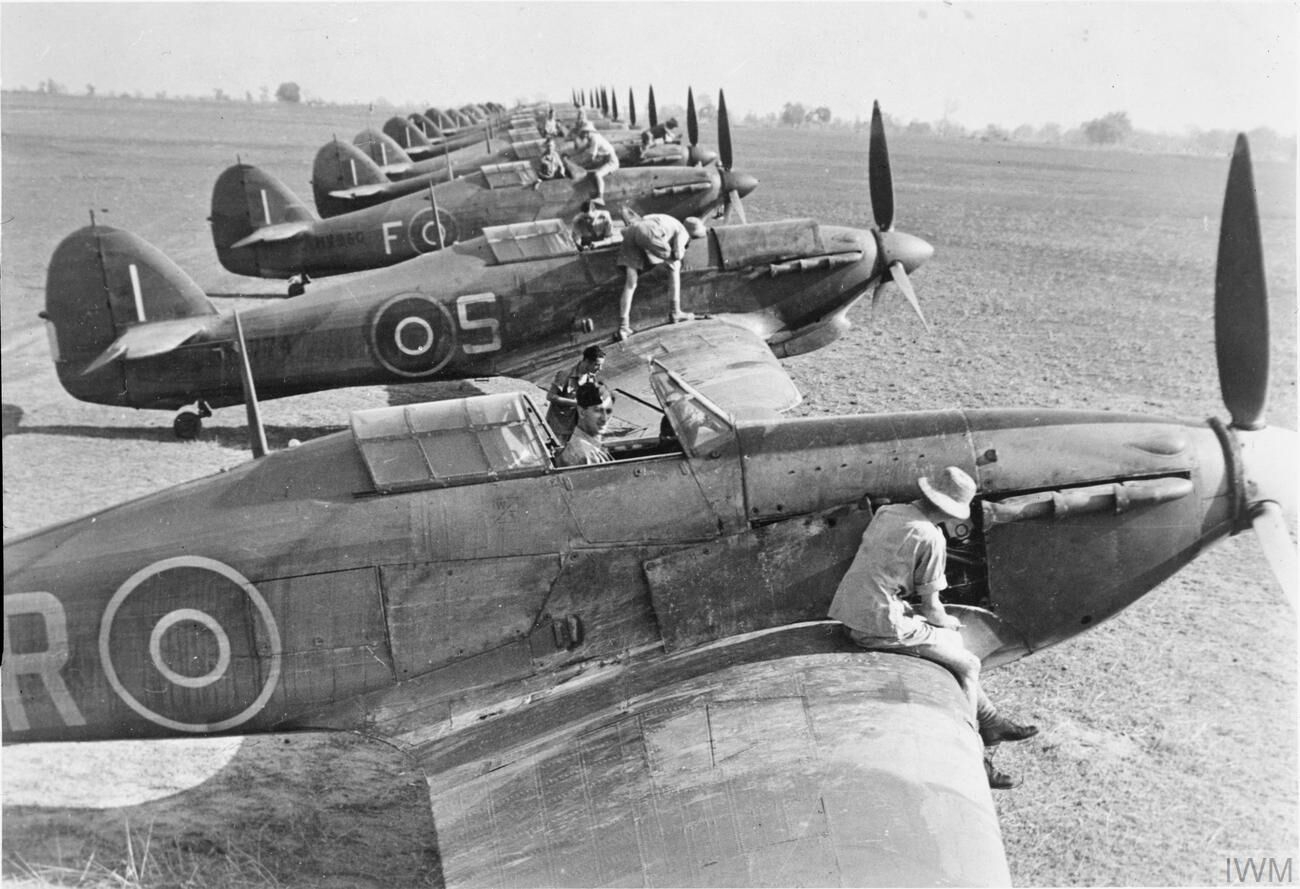
Hawker Hurricane Mark IIBs e IIC del No. 67 Squadron RAF allineati a Chittagong. La costruzione di campi d'aviazione deportarono i civili e aumentarono l'inflazione.

Il metodo di finanziamento del credito fu adattato alle esigenze belliche del Regno Unito. La Gran Bretagna accettò di pagare le spese per la difesa oltre l'importo pagato dall'India in tempo di pace (aggiustato per l'inflazione). Tuttavia, i loro acquisti furono effettuati interamente a credito accumulato nella Banca d'Inghilterra e non erano rimborsabili fino al dopoguerra. Allo stesso tempo, la Banca dell'India poteva trattare quei crediti come asset contro cui poteva stampare valuta fino a due volte e mezzo in più del debito totale contratto. La zecca dell'India iniziò quindi a lavorare a ritmi sostenuti per produrre la valuta necessaria per pagare le ingenti spese. L'enorme aumento dell'offerta di moneta nominale, insieme alla scarsità dei beni di consumo, stimolò l'inflazione monetaria, raggiungendo il picco nel 1944-1945. Il conseguente aumento dei redditi e del potere d'acquisto cadde in modo sproporzionato nelle mani delle industrie di Calcutta (in particolare, quelle delle munizioni).
Il rafforzamento militare causò un massiccio trasferimento dei Bengalesi dalle loro case. Secondo lo storico Paul Greenough, si stima che l'acquisto dei terreni agricoli per la costruzione di piste d'atterraggio e campi militari "abbia cacciato dalle loro terre tra le 30 000 e le 36 000 famiglie (da 150 000 a 180 000 persone)", ed i contadini furono pagati per la terra ma rimasero senza lavoro. L'urgente bisogno di alloggi per il grande afflusso di lavoratori e soldati dal 1942 in poi creò ulteriori problemi: le caserme militari erano sparse in tutta Calcutta, ed il rapporto del 1945 della Commissione d'inchiesta della carestia affermava che i proprietari furono pagati per le loro case, ma i membri di molte famiglie divennero vittime della carestia nel 1943.

### Politiche britanniche di negazione
Anticipando una possibile invasione giapponese dell'India attraverso il Bengala, l'Esercito Britannico lanciò un'azione preventiva sulla terra bruciata nelle zone orientali e costiere del Bengala, con lo scopo di negare agli invasori l'accesso alle scorte di cibo, ai trasporti e ad altre risorse.
In primo luogo, fu attuata una politica di "negazione del riso" in tre distretti meridionali lungo la costa del Golfo del Bengala (Bakerganj, Midnapore e Khulna), ritenute in possesso di eccedenze di riso. Il governatore del Bengala John Herbert, emanò una direttiva urgente alla fine di marzo 1942 nella quale veniva richiesta l'immediata rimozione o distruzione delle scorte di riso non lavorato e di altri prodotti alimentari ritenute in eccedenza nei suddetti distretti. I dati ufficiali sugli importi sequestrati erano relativamente bassi e avrebbero contribuito solo in misura modesta alle scarsità locali. Tuttavia, le prove di pratiche fraudolente, corrotte e coercitive da parte degli agenti d'acquisto che avevano rimosso molto più riso rispetto a quanto registrato ufficialmente e non solo nei distretti designati ma anche nelle aree non autorizzate, suggerisce un impatto maggiore. Molto più dannosi furono l'effetto della politica sulle relazioni del mercato regionale e il contributo ad un senso di allarme pubblico. L'interruzione delle relazioni profondamente intrecciate di fiducia e credito commerciale crearono un congelamento immediato dei prestiti informali e limitarono notevolmente il flusso di riso nel commercio.
Il secondo passo fu una politica di "negazione delle barche", concepita per negare il trasporto bengalese all'esercito giapponese invasore, e fu applicata nei distretti facilmente accessibili attraverso il Golfo del Bengala ed i fiumi più grandi che vi sfociano. Implementata il 1º maggio dopo un periodo di registrazione iniziale, la politica autorizzava l'esercito britannico a confiscare, trasferire o distruggere qualsiasi imbarcazione abbastanza grande da trasportare più di dieci persone nonché di requisire altri mezzi di trasporto come biciclette, carri trainati da buoi ed elefanti. L'esercito britannico confiscò quindi circa 45000 barche di agricoltori, interrompendo in modo grave il movimento fluviale di manodopera, rifornimenti e cibo e compromettendo così l'accessibilità ai mezzi di sussistenza da parte dei barcaioli e dei pescatori. Leonard G. Pinnell, un funzionario britannico che dirigeva il Dipartimento delle forniture civili del governo bengalese, dichiarò alla Commissione d'inchiesta della carestia che la politica di negazione "aveva distrutto completamente l'economia della classe dei pescatori". Il trasporto non era generalmente disponibile per trasportare sementi e attrezzature a campi distanti o riso verso i mercati locali. Non furono offerti risarcimenti agli artigiani e ad altri gruppi che facevano affidamento sul trasporto su barca per portare le merci al mercato, ai coltivatori di riso e alla rete dei lavoratori pendolari. La rimozione o la distruzione su larga scala di imbarcazioni rurali provocò un declino quasi totale delle infrastrutture di trasporto e amministrazione esistenti e dello stesso sistema di mercato per il movimento della risaia. Non furono prese misure per provvedere alla manutenzione o alla riparazione delle barche confiscate, e molti pescatori non poterono più continuare il proprio lavoro. L'esercito non prese nemmeno provvedimenti per distribuire le razioni di cibo e compensare l'interruzione dei rifornimenti.
Queste misure ebbero importanti conseguenze a livello politico: il Congresso Nazionale Indiano e alcuni gruppi politici organizzarono proteste e denunciarono le politiche di negazione che avevano imposto oneri draconiani per i contadini bengalesi, ed il sentimento nazionalista e di sfogo dei manifestanti raggiunse il picco nel movimento "Quit India". Tuttavia, l'impatto più ampio delle politiche, nella misura in cui aggravarono o causarono la carestia un anno dopo, è stato oggetto di molte discussioni.

### Barriere commerciali interprovinciali
Molte province e stati principeschi dell'India imposero barriere commerciali interprovinciali dalla metà del 1942 per limitare il commercio di riso nazionale. L'ansia e l'impennata dei prezzi del riso, innescati dalla conquista giapponese della Birmania, furono una delle ragioni alla base delle barriere commerciali, assieme agli squilibri commerciali provocati dai controlli sui prezzi. Nel novembre 1941, i governi provinciali poterono limitare il commercio interprovinciale ai sensi del Defense of India Act del 1939, ed iniziarono ad imporre barriere commerciali per impedire il flusso di cereali (soprattutto di riso) e altri beni con il desiderio di vedere le popolazioni locali autosufficienti, ben nutrite e in grado di prevenire le emergenze locali.
Nel gennaio 1942, il Punjab proibì le esportazioni di grano; ciò aumento la percezione dell'insicurezza alimentare e spinse l'enclave di mangiatori di grano di Calcutta ad aumentare la loro richiesta di riso proprio quando si temeva una penuria di riso. Due mesi dopo, le province centrali proibirono l'esportazione di cereali al di fuori dei propri confini. Madras vietò le esportazioni di riso da giugno, seguita nel mese successivo da divieti di esportazione nel Bengala e nelle province limitrofe di Bihar e Orissa.
La Commissione d'inchiesta sulla carestia del 1945 definì questa "fase critica e potenzialmente più pericolosa" come un fallimento politico chiave. Come disse un rappresentante della Commissione:
(Famine Inquiry Commission 1945a, pp. 16-17)
Il Bengala non poté più importare riso nazionale, e questo genere di politica contribuì a trasformare i fallimenti del mercato e la carenza di cibo in una carestia.

### Distribuzione su base prioritaria
La perdita della Birmania rafforzò l'importanza strategica di Calcutta come fulcro dell'industria pesante e principale fornitore di armamenti e tessuti per l'intero teatro asiatico. Per sostenere la sua mobilitazione in tempo di guerra, il governo indiano suddivise la popolazione in gruppi socioeconomici di classi "prioritarie" e "non prioritarie", in base alla loro importanza relativa allo sforzo bellico. I membri delle classi "prioritarie" erano in gran parte composti dai borghesi bhadraloka, istruiti, urbani e simpatizzanti dei valori occidentali. La garanzia dei loro interessi era una delle principali preoccupazioni degli sforzi di soccorso pubblico e privato. I poveri delle zone rurali furono quindi in concorrenza diretta per le scarse forniture di base con i lavoratori delle agenzie pubbliche, delle industrie legate alla guerra e, in alcuni casi, persino degli agricoltori della classe media politicamente ben affiliati.
Poiché i prezzi dei prodotti alimentari aumentavano e i segni della carestia cominciavano ad essere evidenti da luglio 1942, la Camera di commercio del Bengala (composta principalmente da aziende di proprietà britannica) ideò un regime alimentare per fornire una distribuzione preferenziale di beni e servizi ai lavoratori delle industrie di guerra con alta priorità per impedire loro di lasciare le proprie posizioni, ed il piano fu approvato dal governo bengalese. Il riso venne indirizzato lontano dai distretti rurali affamati e verso gli operai delle industrie ritenute vitali per lo sforzo militare, in particolare quelle dell'area intorno alla Grande Calcutta. Vantaggi e benefici significati furono ricevuti dai lavoratori dei settori prioritari e delle industrie governative in tempo di guerra, dell'edilizia militare e civile, delle cartiere e delle industrie tessili, delle società di ingegneria, delle Indian Railways, delle miniere di carbone e degli impiegati del governo di vari livelli. I lavoratori essenziali ricevevano cibo sovvenzionato e spesso venivano pagati in parte con quote settimanali di riso sufficienti per nutrire le loro famiglie nell'immediato, proteggendole ulteriormente dall'inflazione. I lavoratori essenziali beneficiavano anche di tessere annonarie, una rete di "negozi economici" per beni essenziali a tariffe scontate, e l'allocazione diretta e preferenziale di forniture come acqua, cure mediche e forniture antimalariche. Beneficiavano inoltre di trasporto gratuito, accesso ad alloggi di qualità superiore, stipendi regolari e persino "unità cinematografiche mobili per soddisfare le esigenze ricreative". A dicembre di quell'anno, il numero totale di individui beneficiati (tra i lavoratori e loro famiglie) era di circa un milione.
L'assistenza medica fu garantita ai gruppi prioritari, in particolare ai militari. Il personale medico pubblico e privato a tutti i livelli fu trasferito nel servizio militare, mentre le forniture mediche furono monopolizzate.
I lavoratori rurali e i civili non appartenenti a questi gruppi ricevettero un accesso notevolmente ridotto al cibo e alle cure mediche, generalmente disponibili solo per coloro che erano emigrati in centri abitati selezionati. Altrimenti, secondo lo storico medico Sanjoy Bhattacharya, "a vaste aree dell'India orientale rurale fu negato qualsiasi programma distributivo promosso dallo stato". Per questo motivo, la politica di distribuzione prioritaria viene talvolta ritenuta come una delle cause della carestia.

### Dissenso civile e movimento Quit India

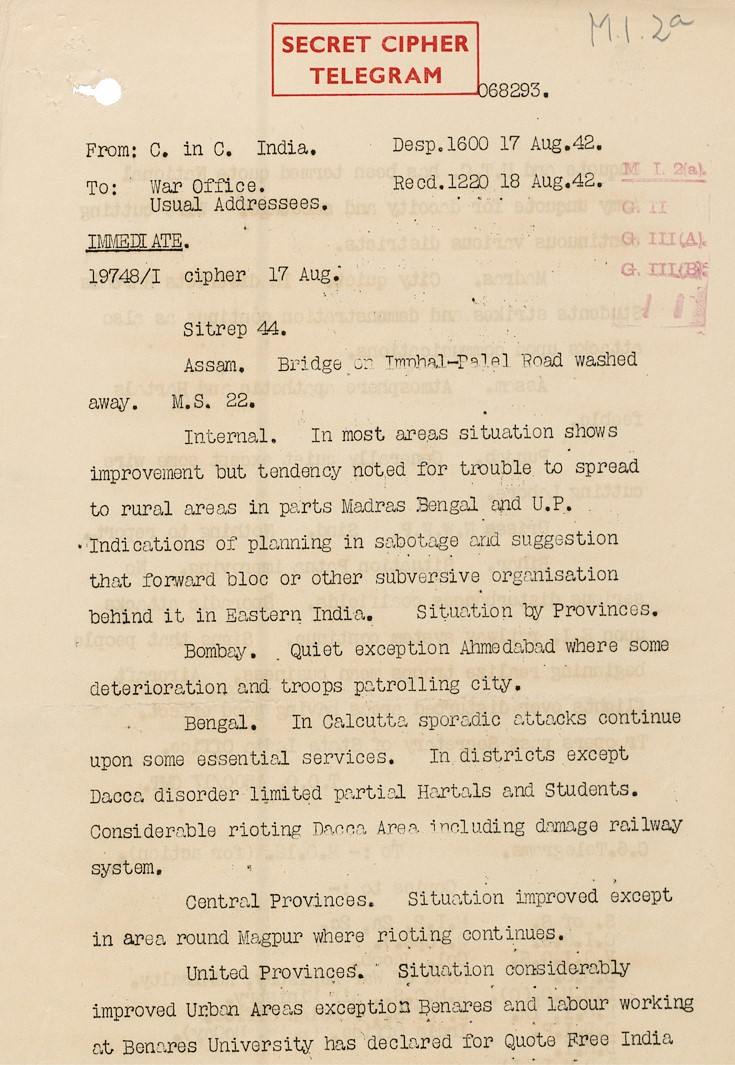
Telegramma segreto cifrato da C. in C. India all'Ufficio della Guerra in Regno Unito, datato 17 agosto 1942, che descrive le proteste civili sulla scia della risoluzione Quit India del 9 agosto 1942.

La guerra intensificò il risentimento e la paura del Raj tra gli agricoltori rurali e i leader economici e industriali nella Grande Calcutta. La situazione militare sfavorevole degli Alleati dopo la caduta della Birmania spinse gli Stati Uniti e la Cina a sollecitare il Regno Unito ad ottenere la piena cooperazione dell'India negoziando il trasferimento pacifico del potere politico ad un organo indiano eletto. Il primo ministro Winston Churchill rispose attraverso la missione Cripps, affrontando la possibilità postbellica di uno status politico autonomo per l'India in cambio del suo pieno sostegno militare, ma i negoziati fallirono all'inizio di aprile 1942.
L'8 agosto 1942, il Congresso Nazionale Indiano lanciò il movimento Quit India come forma nazionale di resistenza nonviolenta ma le autorità britanniche reagirono imprigionando i leader del Congresso. Privo della sua leadership, il movimento si fece violento e iniziò a sabotare fabbriche, ponti, telegrafi, linee ferroviarie e altre proprietà del governo, minacciando così l'impresa bellica del Raj britannico. I britannici reprimerono con violenza il movimento e presero in custodia circa 66 000 persone (di cui poco più di 19 000 furono condannati ai sensi del diritto civile o detenuti ai sensi del Defence of India Act all'inizio del 1944). La polizia aprì anche il fuoco contro i manifestanti uccidendone più di 2 500. Nel Bengala, il movimento era più forte nelle sottodivisioni di Tamluk e Contai del distretto di Midnapore, dove il malcontento rurale era radicato e profondo. Nell'aprile 1942, il governo aveva infatti distrutto a Tamluk circa 18 000 barche per la politica di negazione, mentre l'inflazione legata alla guerra aveva alienato ulteriormente la popolazione rurale spingendola ad arruolarsi volontariamente non appena i reclutatori del Congresso locale avevano proposto una ribellione aperta.
La violenza durante le proteste fu condannata a livello internazionale e irrigidì alcuni settori dell'opinione britannica contro l'India; gli storici Christopher Bayly e Tim Harper sostengono che ciò abbia ridotto la disponibilità del Gabinetto di guerra britannico a fornire aiuti per la carestia in un momento in cui le forniture erano necessarie anche per lo sforzo bellico. Il disordine politico-sociale e la sfiducia conseguenti alla ribellione e ai disordini civili comportarono vincoli politici, logistici e infrastrutturali per il governo indiano che contribuirono ai successivi problemi causati dalla carestia.

### Caos dei prezzi
Per tutto il mese di aprile 1942, i rifugiati britannici e indiani erano fuggiti dalla Birmania attraverso il Bengala, dal momento che la fine delle importazioni birmane continuava a far salire i prezzi del riso. A giugno, il governo del Bengala stabilì dei controlli sui prezzi del riso e il 1º luglio vennero fissati ad un livello notevolmente inferiore rispetto a quello di mercato prevalente. Come risultato, i venditori divennero riluttanti a vendere e le scorte sparirono al mercato nero o in magazzino. Il governo decise quindi che l'applicazione del controllo dei prezzi sarebbe avvenuta solo nei casi più eclatanti di profitto di guerra. Questo allentamento delle restrizioni ed il divieto di esportazione crearono circa quattro mesi di relativa stabilità dei prezzi, ma a metà ottobre il Bengala sud-occidentale fu colpito da una serie di disastri naturali che destabilizzarono nuovamente i prezzi, provocando un'altra corsa precipitosa per il riso a grande vantaggio del mercato nero di Calcutta. Tra dicembre 1942 e marzo 1943 il governo fece diversi tentativi per cercare di "rompere il mercato di Calcutta" portando rifornimenti di riso provenienti da vari distretti della provincia, ma i tentativi di ridurre i prezzi aumentando l'offerta non ebbero successo.
L'11 marzo 1943, il governo provinciale revocò i controlli sui prezzi, provocando così un drastico aumento del prezzo del riso dovuto in parte ai crescenti livelli di speculazione. Il periodo d'inflazione tra marzo e maggio 1943 fu particolarmente intenso, e a maggio cominciarono ad essere riportate nel Bengala le prime morti di fame. Il governo cercò di riottenere la fiducia della popolazione affermando che la crisi era stata causata quasi esclusivamente dalla speculazione e dall'accaparramento, ma la propaganda non riuscì a dissipare la diffusa convinzione sull'esistenza di una penuria di riso. Il governo provinciale non dichiarò mai formalmente lo stato di carestia, anche se il suo Codice della carestia avrebbe imposto un aumento considerevole degli aiuti. Nelle prime fasi della carestia, il governo provinciale esitò ad attuare il codice per attendere gli aiuti dal governo indiano e pensò allora che il suo dovere risiedeva nel mantenere la fiducia attraverso la propaganda che negava la carenza. Quando divenne evidente che gli aiuti dallo Stato centrale non sarebbero arrivati, il governo provinciale ritenne semplicemente di non avere la quantità di cibo da distribuire una volta dichiarata la carestia, affermando inoltre che la distribuzione di più denaro avrebbe potuto peggiorare l'inflazione.
Una volta abolite le barriere commerciali interprovinciali il 18 maggio 1943, i prezzi a Calcutta diminuirono temporaneamente, ma aumentarono vertiginosamente nelle province limitrofe di Bihar e Orissa dopo che i commercianti accorsero ad acquistare le scorte. I tentativi del governo provinciale di individuare e sequestrare le scorte accumulate si rivelarono insufficienti. Nel Bengala, i prezzi divennero presto da cinque a sei volte più alti di prima dell'aprile 1942. Il libero scambio fu abbandonato nel luglio 1943, e i controlli sui prezzi furono ripristinati ad agosto. Nonostante ciò, vi furono segnalazioni non ufficiali di riso venduto alla fine del 1943 a circa otto-dieci volte i prezzi di fine 1942. Il governo inviò gli agenti d'acquisto per ottenere il riso, ma i loro tentativi furono in gran parte fallimentari: i prezzi rimasero alti e il mercato nero non riuscì ad esser tenuto sotto controllo.

### Disastri naturali

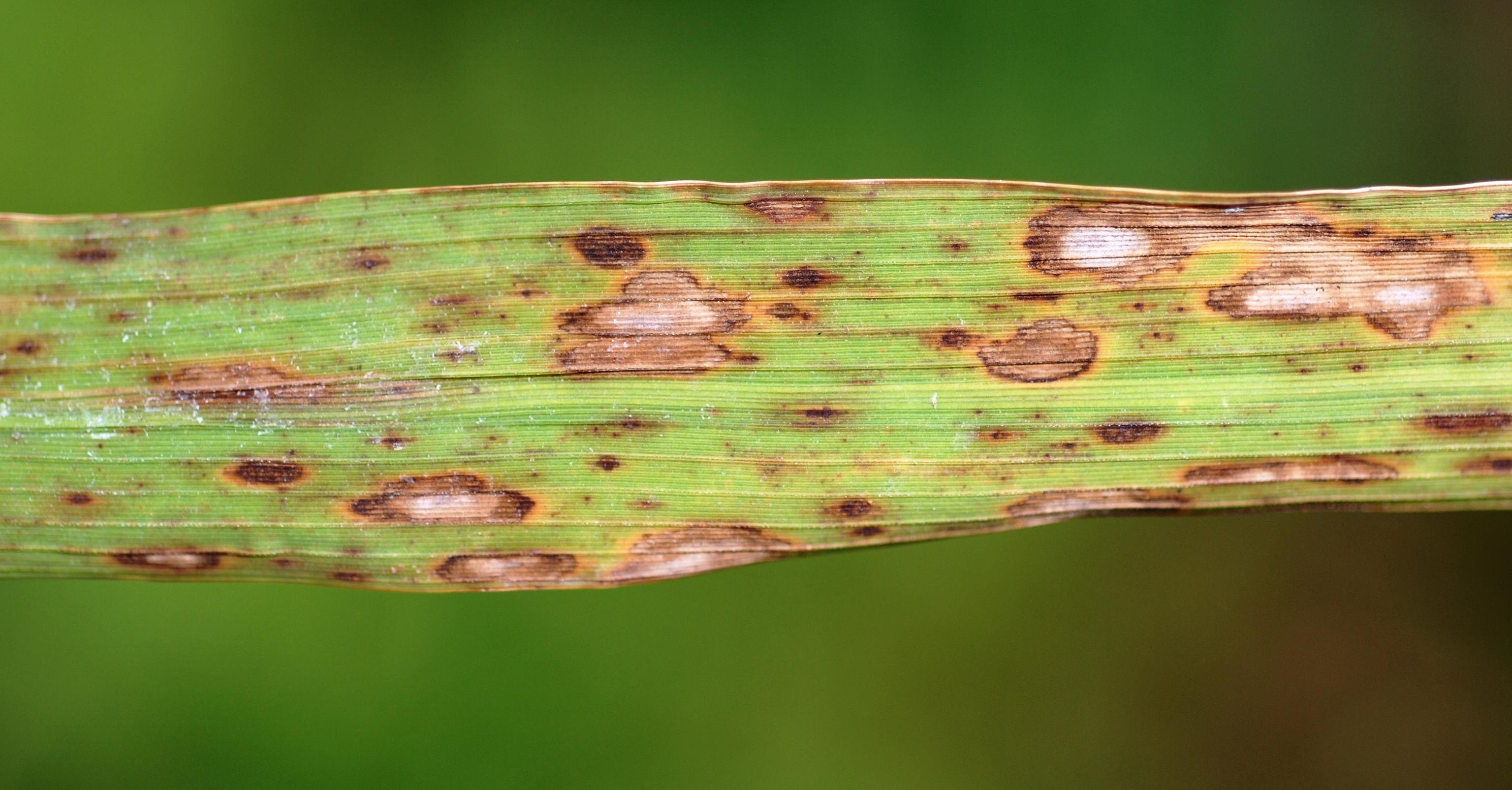
Sintomi della malattia da Cochliobolus miyabeanus su una foglia di riso.

Verso la fine del 1942, il raccolto di riso invernale del Bengala fu colpito da una grave epidemia provocata dal fungo Cochliobolus miyabeanus, mentre il 16-17 ottobre un ciclone e tre mareggiate devastarono i terreni coltivati, distrussero le case e uccisero migliaia di persone, diffondendo allo stesso tempo alte concentrazioni di spore fungine nella regione e aumentando quindi la diffusione della malattia delle colture. Il Cochliobolus miyabeanus ridusse la resa del raccolto anche più del ciclone. Dopo aver descritto le terribili condizioni a cui aveva assistito, il micologo S. Y. Padmanabhan scrisse che l'epidemia aveva avuto un impatto simile a quella della peronospora della patata che aveva causato la grande carestia irlandese:
(Padmanabhan, 1973)
Il ciclone attraversò il Golfo del Bengala e raggiunse le zone costiere di Midnapore e di 24 Pargana. Morirono 14500 persone e 190000 bovini, mentre furono distrutte le scorte di risaia di coltivatori, consumatori e commercianti. Il ciclone creò a livello locale delle condizioni atmosferiche che contribuirono ad una maggiore incidenza della malaria, e le tre mareggiate successive distrussero le dighe di Midnapore e inondarono vaste aree di Contai e Tamluk. Le onde spazzarono via un'area di 450 miglia quadre (1 200 km²), le inondazioni colpirono 400 miglia quadre (1 000 km²) e il vento e le piogge torrenziali danneggiarono 3 200 miglia quadre (8 300 km²) di territorio. Per quasi 2,5 milioni di bengalesi, il danno totale del ciclone e delle mareggiate a case, raccolti e mezzi di sussistenza fu catastrofico.
(J. Mukherjee 2015)
Il ciclone, le inondazioni, le malattie delle piante e il clima caldo e umido ebbero complessivamente un impatto sostanziale sul raccolto del riso aman del 1942, ed in alcuni distretti il ciclone provocò una maggiore incidenza della malaria.

### Previsioni inaffidabili dei raccolti
Circa nello stesso periodo, le previsioni ufficiali dei raccolti prevedevano un calo significativo. Tuttavia, le statistiche dell'epoca sui raccolti erano scarse e inaffidabili. Amministratori e statistici sapevano da decenni che le statistiche sulla produzione agricola indiana erano completamente inadeguate, ed erano "non soltanto delle supposizioni, ma spesso delle ipotesi facilmente dimostrabili come assurde". Per la creazione e l'archiviazione di tali rapporti, la burocrazia interna era scarsa o assente, mentre gli ufficiali di polizia di basso grado e i funzionari dei villaggi incaricati di raccogliere le statistiche locali non erano spesso dotati di mappe e di altre informazioni necessarie, ed erano inoltre scarsamente istruiti e poco motivati per poter fare rilevazioni precise. Il governo bengalese agì ignorando queste previsioni, dubitando della loro accuratezza e osservando che le previsioni avevano più volte previsto un deficit negli anni precedenti, ma non si erano verificati dei problemi significativi.

### Raid aerei su Calcutta
Il rapporto del 1945 della Commissione d'inchiesta sulla carestia individuò come concausa i primi raid aerei giapponesi su Calcutta nel dicembre 1942. Gli attacchi, in gran parte non contrastati dalle difese alleate, continuarono per settimane, provocando un esodo di migliaia di persone dalla città. Mentre gli sfollati si recavano in campagna, i commercianti di cereali chiudevano i loro negozi. Per garantire il nutrimento dei lavoratori delle industrie prioritarie di Calcutta, le autorità sequestrarono le scorte di riso dai commercianti all'ingrosso, infrangendo ogni fiducia che i commercianti di riso avevano nel governo. "Da quel momento", affermava il rapporto del 1945, "non si poteva fare affidamento sulla normale macchina del commercio per nutrire Calcutta. La crisi [della sicurezza alimentare] era iniziata".

### Deficit e riporto
È stato a lungo dibattuto se la carestia fosse dovuta alla mancanza di raccolti o alla mancata distribuzione della terra. Secondo Amartya Sen:
(A. Sen 1977, p. 39)
Il rapporto della Commissione d'inchiesta sulla carestia concludeva che, considerando una stima dell'ammontare del riporto di riso dal raccolto precedente, il deficit complessivo di riso nel Bengala nel 1943 poteva garantire circa tre settimane di fornitura: in qualsiasi circostanza, si trattava di un deficit significativo che richiedeva una notevole quantità di aiuti alimentari, ma non era abbastanza grande da poter causare morti diffuse per inedia. Secondo questo scenario, la carestia "non è stata una crisi di disponibilità di cibo, ma di distribuzione [diseguale] di cibo e reddito". Vi è stato un dibattito molto ampio sulla quantità di riporto disponibile per l'uso all'inizio della carestia.
Diversi esperti contemporanei citano prove di un deficit molto più grande. Il membro della Commissione d'inchiesta Wallace Aykroyd affermò nel 1974 che c'era stata una carenza del 25% nel raccolto dell'inverno del 1942, mentre L. G. Pinnell, responsabile della gestione delle forniture alimentari presso il governo del Bengala dall'agosto 1942 all'aprile 1943, stimò la perdita di raccolto al 20%, con perdite maggiori dovute alla malattia del Cochliobolus miyabeanus; altre fonti governative ammisero in privato che il deficit era di 2 milioni di tonnellate. L'economista George Blyn affermò che con il ciclone e le inondazioni di ottobre e la perdita delle importazioni dalla Birmania, il raccolto di riso del Bengala del 1942 si era ridotto di un terzo.

### Rifiuto delle importazioni

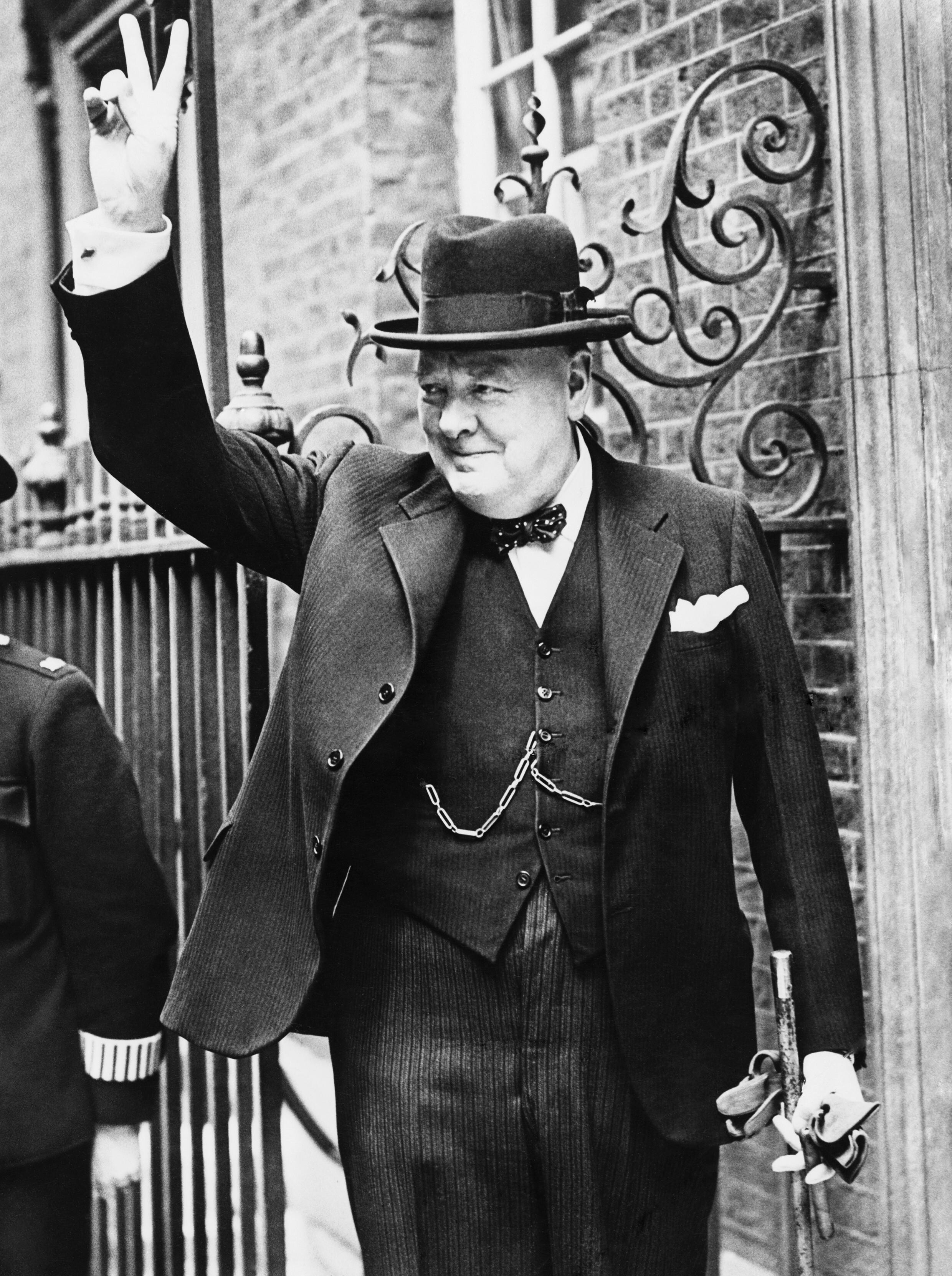
Il primo ministro Winston Churchill nel 1943.

A partire dal dicembre 1942, alti funzionari governativi e ufficiali militari (tra cui John Herbert, il viceré d'India Linlithgow, il Segretario di Stato per l'India Leo Amery, il generale e comandante in capo delle forze britanniche in India Claude Auchinleck, e l'ammiraglio e comandante supremo britannico del sud-est asiatico Louis Mountbatten) iniziarono a richiedere importazioni di cibo per l'India attraverso il governo e i canali militari, ma per mesi queste richieste furono respinte o parzialmente soddisfatte dal gabinetto di guerra di Churchill che inviò una frazione dell'importo voluto. Inoltre, alla colonia non fu permesso di spendere le proprie riserve di sterline o di usare le proprie navi per importare cibo. Il viceré Linlithgow sollecitò nuovamente il governo con l'intenzione di dare la precedenza ai militari. Il Segretario di Stato per l'India Leo Amery continuò a richiedere aiuti e a ottenere rifiuti da parte del gabinetto di guerra britannico dal 1943 al 1944. Amery non menzionò il peggioramento delle condizioni nelle campagne, sottolineando che gli operai delle industrie di Calcutta dovevano essere nutriti altrimenti sarebbero tornati nei campi agricoli. Invece di soddisfare la richiesta, il Regno Unito promise una quantità relativamente piccola di grano destinata specificamente all'India occidentale (quindi non al Bengala) in cambio di un aumento delle esportazioni di riso dal Bengala a Ceylon.
Nella prima metà del 1943, il tono e le richieste di Linlithgow ad Amery si fecero sempre più serie. Il 4 agosto 1943 Amery notò il dilagare della carestia ed evidenziò in modo specifico l'effetto su Calcutta e la potenziale influenza negativa sul morale delle truppe europee, ma il gabinetto offrì ancora una volta una quantità di cibo relativamente piccola. La spiegazione generalmente offerta per i continui rifiuti è il numero insufficiente di navi a disposizione, in particolare alla luce dei piani alleati di invadere la Normandia. Il gabinetto respinse anche le offerte di spedizioni di cibo da diverse nazioni. Quando tali spedizioni iniziarono ad aumentare modestamente alla fine del 1943, le strutture di trasporto e stoccaggio erano inadeguate e a corto di personale. Quando nella seconda metà del 1943 il visconte Archibald Wavell sostituì Linlithgow come viceré, anche lui iniziò una serie di esasperate richieste al gabinetto di guerra di quantità molto grandi di grano, ma i continui rifiuti lo indussero a condannare l'attuale crisi come "uno dei più grandi disastri che abbia colpito qualsiasi popolo sotto il dominio britannico, e il danno alla nostra reputazione sia tra gli Indiani che tra gli stranieri in India è incalcolabile". Alla fine di aprile 1944, Churchill scrisse al presidente degli Stati Uniti d'America Franklin D. Roosevelt per chiedergli di spedire grano USA dall'Australia, ma il 1º giugno Roosevelt si scusò dicendo che "non era in grado, per motivi militari, di acconsentire alla deviazione della spedizione".
Il disaccordo degli esperti sulle questioni politiche si ritrova in diverse spiegazioni del rifiuto da parte del gabinetto di guerra di stanziare fondi per importare grano. Lizzie Collingham sostiene che le massicce dislocazioni globali delle forniture causate dalla seconda guerra mondiale avrebbero potuto provocare una carestia in qualche parte nel mondo, ma l'animosità di Churchill e forse il suo razzismo verso gli Indiani fecero in modo da farla verificare nel Bengala. Allo stesso modo, Madhusree Mukerjee fa una dura accusa:
(Mukerjee 2010, pp. 112–114 e 273)
Al contrario, Mark Tauger assume una posizione più apologetica:
(Tauger 2009, p. 193)

## Carestia, malattie e statistiche
Su una popolazione di 60,3 milioni di persone, si stima che morirono 2,1-3 milioni di bengalesi. Tuttavia, le statistiche contemporanee sulla mortalità erano in una certa misura sottostimate, in particolare per le zone rurali dove la raccolta e la comunicazione dei dati erano sempre state rudimentali. Pertanto, molti morti o migranti non furono contati né segnalati. Anche le principali cause di morte cambiarono con il progredire della carestia in due ondate.

### Carestia

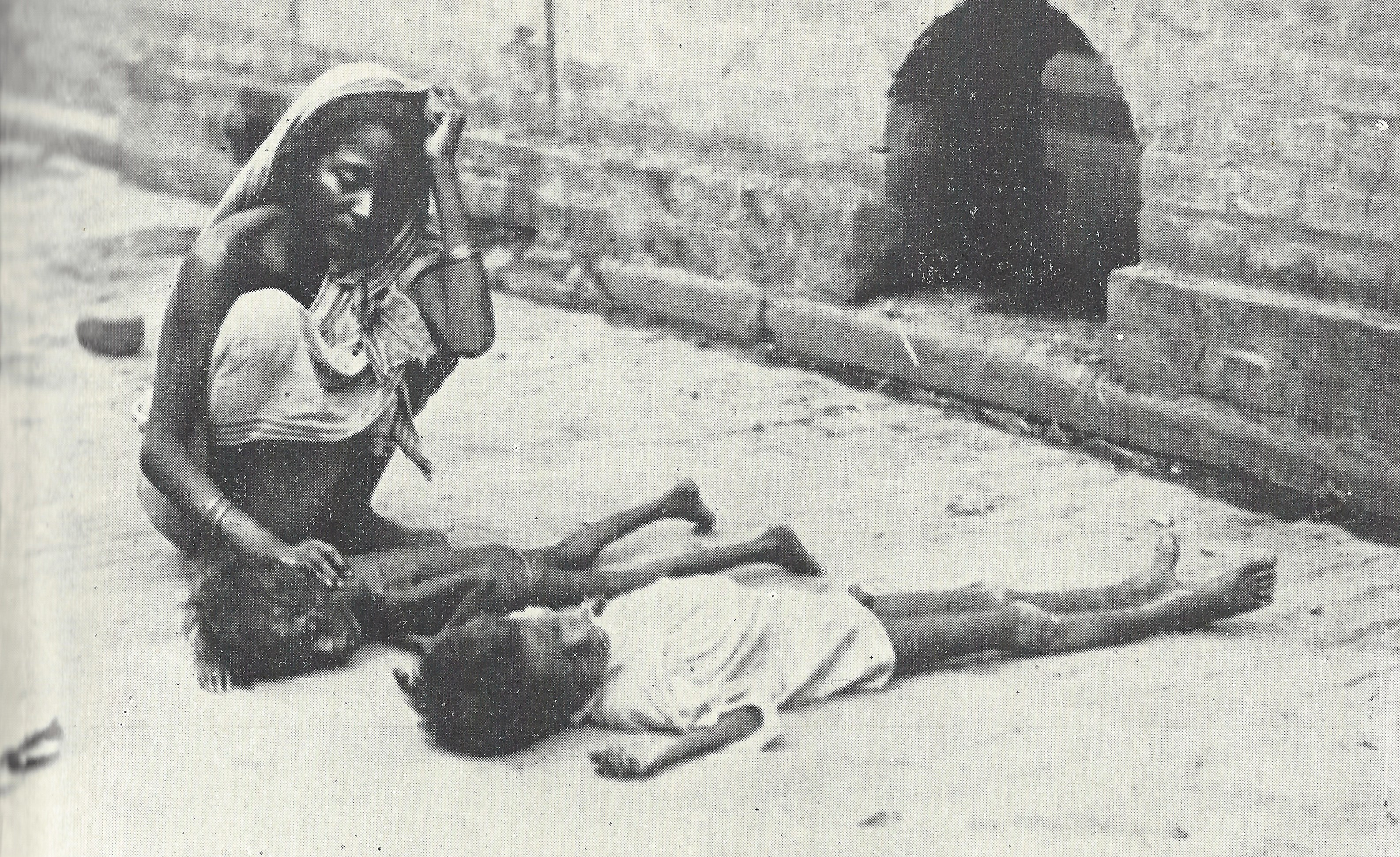
Bambini morti o morenti in una strada di Calcutta, 22 agosto 1943.

Inizialmente, le condizioni si deteriorarono fino alla carestia seguendo ritmi diversi nei diversi distretti del Bengala. Il governo indiano datò l'inizio della crisi alimentare bengalese a partire dai raid aerei su Calcutta nel dicembre 1942 e attribuì l'accelerazione verso la carestia su vasta scala nel maggio 1943 agli effetti del de-controllo dei prezzi. Tuttavia, in alcuni distretti la crisi alimentare era iniziata già a metà del 1942. Le prime indicazioni furono in qualche modo oscurate, poiché i poveri delle campagne furono in grado di attingere a varie strategie di sopravvivenza per alcuni mesi. Dopo dicembre 1942 i rapporti di vari commissari e funzionari distrettuali iniziarono a citare un'inflazione "improvvisa e allarmante" che aveva quasi raddoppiato il prezzo del riso; a gennaio vi furono notizie di disagi causati da gravi problemi di approvvigionamento alimentare. Nel maggio 1943, i distretti di Rangpur, Mymensingh, Bakarganj, Chittagong, Noakhali e Tipperah furono i primi a denunciare decessi per fame: Chittagong e Noakhali, entrambi indicati per il "rifiuto delle barche" nell'area del delta del Gange (o delta del Sundarbans), furono i più colpiti.
In questa prima ondata da maggio a ottobre 1943, l'inedia fu la principale causa dell'eccesso di mortalità (ovvero delle morti attribuibili alla carestia, superiori ai normali tassi di mortalità) e che riempì gli ospedali d'emergenza di Calcutta e provocò la maggior parte dei decessi in alcuni distretti. Secondo il rapporto della Commissione d'inchiesta sulla carestia, molti civili sulle strade e negli ospedali erano così emaciati da sembrare degli "scheletri viventi". Mentre alcuni distretti del Bengala furono relativamente meno colpiti durante la crisi, nessun gruppo demografico o geografico fu completamente immune dall'aumento dei tassi di mortalità causato dalle malattie, ma le morti per fame si limitarono ai poveri delle zone rurali. Le morti per inedia raggiunsero il picco nel novembre 1943.

### Malattie
Il numero di morti per malattie iniziò la sua brusca salita verso l'ottobre 1943 e superarono quelle per fame ntorno a dicembre. La mortalità correlata alle malattie continuò poi a pesare durante la prima metà del 1944. La malaria fu la principale causa di decessi nonché la più diffusa: Dal luglio 1943 al giugno 1944, il bilancio mensile delle vittime della malaria fu in media superiore del 125% ai tassi dei cinque anni precedenti, superando la media del 203% nel dicembre 1943. Durante il periodo del picco tra novembre e dicembre 1944, i furono trovati parassiti del genere Plasmodium in quasi il 52% dei campioni di sangue esaminati negli ospedali di Calcutta. Tuttavia, le statistiche sui decessi per malaria furono ritenute imprecise poiché i sintomi erano spesso attribuiti a quelli di altre febbri fatali.
Altre morti correlate alla carestia furono provocate dalla dissenteria e dalla diarrea, principalmente a causa del consumo di alimenti di scarsa qualità o del deterioramento dell'apparato digerente dovuto alla malnutrizione. Il colera fu associato alla divisione sociale, alle condizioni igieniche precarie, a condizioni di vita affollate (come nei campi profughi) e alla popolazione non stanziale, e tali condizioni divennero problematiche soprattutto dopo il ciclone di ottobre e le inondazioni. L'epidemia di vaiolo derivò in gran parte dalla mancanza di vaccinazioni e dall'impossibilità di mettere in quarantena i pazienti a causa di un generale disagio sociale. Secondo il demografo Arup Maharatna, le statistiche per il vaiolo e il colera sono probabilmente più affidabili di quelle per la malaria, poiché i loro sintomi sono più facilmente riconoscibili.

### Statistiche

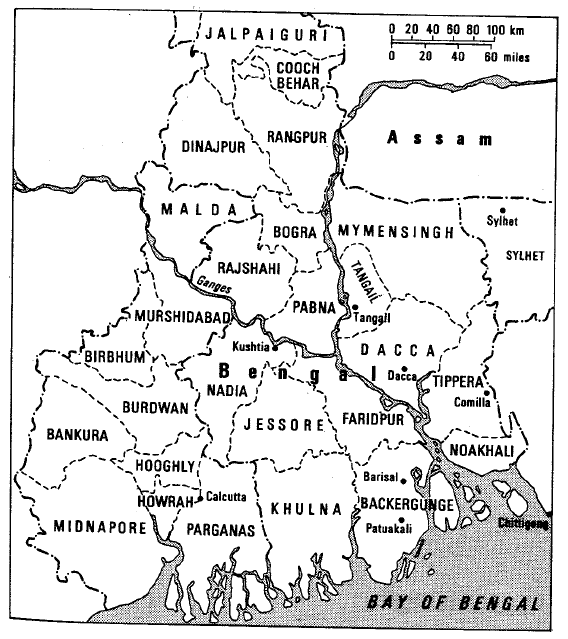
Mappa dei distretti del Bengala nel 1943.

Le statistiche sulla mortalità presentano un quadro confuso della distribuzione dei decessi tra i gruppi d'età e sesso. Sebbene i bambini molto piccoli e gli anziani siano di solito più suscettibili agli effetti della fame e delle malattie, nel Bengala gli adulti e i bambini più grandi subirono gli aumenti proporzionali più alti di mortalità. Tuttavia, questo quadro era invertito in alcune aree urbane, forse perché le città avevano attratto un gran numero di migranti molto giovani e molto anziani. Complessivamente, si ebbe tra gli uomini un tasso di mortalità più alto rispetto a quello tra le donne, sebbene il tasso di decessi infantili femminile fosse più alto di quello maschile, riflettendo forse un pregiudizio discriminatorio. Una percentuale di mortalità relativamente inferiore per le donne in età fertile potrebbe aver comportato, con la malnutrizione, ad una riduzione della fertilità generale e di conseguenza delle morti materne.
Le differenze regionali dei tassi di mortalità furono influenzati dagli effetti della migrazione e dei disastri naturali. In generale, la mortalità in eccesso era superiore a Est, anche se il relativo deficit nel raccolto di grano era peggiore nei distretti bengalesi occidentali. I distretti orientali erano relativamente densamente popolati, più vicini al fronte birmano e soffrivano di deficit di grano già prima della carestia. Anche questi distretti erano soggetti alla politica di negazione delle barche e avevano una percentuale relativamente elevata di produzione di juta rispetto a quella del riso. I lavoratori dell'est avevano maggiori probabilità di ricevere un salario monetario rispetto al pagamento con una parte del raccolto, come spesso avveniva nei distretti occidentali. Quando i prezzi aumentarono bruscamente, i loro salari rimasero invariati e il calo dei salari reali rese i lavoratori meno capaci di acquistare cibo.
La seguente tabella, stilata da Arup Maharatna nel 1992, mostra le tendenze in eccesso di mortalità per il 1943-1944 rispetto ai precedenti anni di non carestia. Il tasso di mortalità è il numero totale di morti in un anno (popolazione di metà anno) per tutte le cause moltiplicato per 1000. Tutti i tassi di mortalità sono calcolati rispetto alla popolazione del 1941. Le percentuali per il periodo 1943-1944 sono relative ai "morti in eccesso" (ovvero, quelle attribuibili alla carestia, al di sopra della normale incidenza) rispetto ai tassi dal 1937 al 1941.
| Causa di morte      | Pre-carestia 1937–41 | Pre-carestia 1937–41 | 1943        | 1943   | 1944        | 1944   |
| ------------------- | -------------------- | -------------------- | ----------- | ------ | ----------- | ------ |
| Causa di morte      | Percentuale          | Percentuale          | Percentuale | %      | Percentuale | %      |
| Colera              | 0,73                 | 0,73                 | 3,60        | 23,88  | 0,82        | 0,99   |
| Vaiolo              | 0,21                 | 0,37                 | 1,30        | 2,34   | 23,69       |        |
| Febbre              | 6,14                 | 6,14                 | 7,56        | 11,83  | 6,22        | 0,91   |
| Malaria             | 6,29                 | 6,29                 | 11,46       | 43,06  | 12,71       | 71,41  |
| Dissenteria/diarrea | 0,88                 | 0,88                 | 1,58        | 5,83   | 1,08        | 2,27   |
| Tutte le altre      | 5,21                 | 5,21                 | 7,2         | 14,11  | 5,57        | 0,74   |
| Tutte le cause      | 19,46                | 19,46                | 31,77       | 100,00 | 28,75       | 100,00 |

Nel complesso, la tabella mostra la malaria come principale causa di morte durante la carestia, rappresentando circa il 43% delle morti in eccesso nel 1943 e il 71% nel 1944. Il colera fu la causa maggiore di morti nel 1943 (24%) ma calò ad una piccolissima percentuale (1%) nel 1944. I decessi per vaiolo costituirono invece una piccola percentuale di morti in eccesso nel 1943 (1%) ma aumentarono nel 1944 (24%). Infine, il brusco aumento del tasso di mortalità per "tutte le altre" cause nel 1943 fu quasi certamente dovuto a morti per pura inedia, che erano trascurabili nel 1944.
Sebbene la mortalità in eccesso dovuta alla malaria abbia raggiunto il picco nel dicembre 1943, i tassi continuarono ad essere elevati per tutto l'anno successivo. Le scarse forniture di chinino per trattare la malaria furono molto spesso dirottate verso il mercato nero. Farmaci antimalarici avanzati come la mepacrina furono distribuiti quasi esclusivamente ai militari e alle "classi prioritarie"; il DDT e il piretro vennero spruzzati solo intorno alle installazioni militari. Il verde di Parigi fu usato come insetticida in poche altre aree. Questa distribuzione ineguale delle misure antimalariche può spiegare una minore incidenza di decessi per malaria nei centri abitati, dove la principale causa di morte era "tutte le altre" (probabilmente con migranti morti di inedia).
I decessi per dissenteria e diarrea raggiunsero il picco nel dicembre 1943, come per la malaria. Le morti di colera raggiunsero il picco nell'ottobre 1943, ma diminuirono drasticamente l'anno successivo, messe sotto controllo da un programma di vaccinazione supervisionato dal personale medico militare. Una simile campagna di vaccinazioni contro il vaiolo iniziò più tardi ma fu portata avanti in modo meno efficace; le morti per vaiolo raggiunsero il picco nell'aprile 1944. Generalmente, la "fame" non era elencata come causa di morte all'epoca e molte morti per inedia potrebbero essere state incluse nella categoria "tutte le altre". Qui i tassi di mortalità, piuttosto che le percentuali, rivelano il picco nel 1943.
La fame e la malattia interagivano e si amplificavano a vicenda, aumentando la mortalità in eccesso. La fame e la malnutrizione diffuse compromisero il sistema immunitario, riducendo la resistenza alle malattie e provocando la morte per infezioni opportunistiche. In secondo luogo, il disagio sociale e le condizioni disastrose causate da un crollo a cascata dei sistemi sociali provocarono migrazioni di massa, sovraffollamento, scarsa igiene, la scarsa qualità dell'acqua, lo scarso smaltimento dei rifiuti, l'aumento delle parassitosi e di morti insepolti. Tutti questi fattori furono strettamente associati all'aumentata diffusione delle malattie infettive.

## Problemi sociali
Nonostante i disordini civili organizzati e talvolta violenti immediatamente precedenti, durante la carestia non si verificarono nuove rivolte organizzate. Tuttavia, la crisi travolse la fornitura di assistenza sanitaria e altri settori chiave: gli aiuti alimentari e la riabilitazione medica furono forniti troppo tardi, mentre le strutture mediche in tutta la provincia si rivelarono del tutto insufficienti. Un sistema di mecenatismo rurale di lunga data, nel quale i contadini si affidavano ai grandi proprietari terrieri per ottenere mezzi di sussistenza in tempi di crisi, crollò quando i mecenati esaurirono le proprie risorse e abbandonarono i contadini.
Anche le famiglie si disgregarono, con casi di abbandono e vendita di bambini, prostituzione e sfruttamento sessuale. File di bambini piccoli che chiedevano l'elemosina si estendevano per chilometri fuori dalle città e nella notte si sentivano i bambini "piangere amaramente e tossire terribilmente [...] sotto la pioggia torrenziale dei monsoni [...] completamente nudi, senza casa, senza madre, senza padre e senza amici. Possedevano soltanto un barattolo vuoto". Un insegnante di Mahisadal vide "bambini che raccoglievano e mangiavano cereali non digeriti dalla secrezione diarroica di un mendicante". L'autore Freda Bedi scrisse che "non era solo il problema del riso e della sua disponibilità. Era il problema della società in frantumi".

### Migrazioni
La carestia ricadde più duramente sui poveri delle campagne e le famiglie adottarono mezzi di sopravvivenza sempre più disperati. In primo luogo, ridussero l'assunzione di cibo e iniziarono a vendere gioielli, ornamenti e piccoli oggetti personali. Man mano che le spese alimentari o le sepolture divennero più urgenti, gli oggetti venduti divennero sempre più grandi e difficilmente sostituibili. Alla fine, le famiglie si disgregarono: gli uomini vendettero le loro piccole fattorie e lasciarono le loro case per cercare lavoro o per arruolarsi nell'esercito, mentre le donne e i bambini divennero migranti senzatetto spesso in viaggio verso Calcutta o un'altra grande città alla ricerca di soccorsi organizzati:
(Famine Inquiry Commission 1945a, p. 68)
A Calcutta, la carestia si è manifestata "principalmente sotto forma di masse di indigenti rurali che hanno fatto lunghi viaggi verso la città e muoiono per le strade".
Le stime del numero dei malati accorsi a Calcutta variavano tra 100 000 e 150 000. Una volta lasciati i loro villaggi rurali in cerca di cibo, le loro prospettive di sopravvivenza erano cupe: "Molti morirono sul ciglio della strada, ed è testimoniato dai teschi e dalle ossa che si potevano vedere lì nei mesi successivi alla carestia".

### Servizi igienico-sanitari e mancata sepoltura dei morti
Lo sconvolgimento delle fondamenta della società portò ad un catastrofico collasso delle condizioni sanitarie e degli standard igienici. La migrazione su larga scala comportò l'abbandono delle strutture e la vendita degli utensili necessari per il lavaggio dei vestiti o la preparazione del cibo. Molte persone bevvero acqua piovana contaminata da strade e spazi aperti dove altri avevano urinato o defecato. Soprattutto nei primi mesi della crisi, le condizioni non migliorarono per le persone sotto cure mediche:
(Famine Inquiry Commission 1945a, p. 138)
Le condizioni disperate dell'assistenza sanitaria non migliorarono sensibilmente fino a quando l'esercito, sotto il visconte Wavell, rilevò la fornitura dei generi di soccorso nell'ottobre 1943. In quel momento, aumentò la disponibilità delle risorse mediche. Lo smaltimento dei cadaveri divenne presto un problema per il governo e la popolazione, poiché il numero dei morti superava quello dei forni crematori, dei terreni di sepoltura e dei necrofori. I corpi giacevano sparsi per i marciapiedi e le strade di Calcutta. In soli due giorni d'agosto 1943, almeno 120 cadaveri furono rimossi dalle strade pubbliche. Nelle campagne i corpi venivano spesso gettati nei fiumi e nelle riserve idriche. Come spiegò un sopravvissuto, nessuno aveva le forze di seppellire o eseguire i riti funebri, e molti legavano una fune intorno ai colli delle salme e trascinavano i corpi in un fosso. I cadaveri venivano anche lasciati a decomporsi negli spazi aperti. I corpi venivano assaltati dagli avvoltoi e trascinati via dagli sciacalli, a volte anche mentre la vittima era viva. La vista dei cadaveri devastati da cani e sciacalli lungo i canali era frequente e un giornalista, durante un giro in barca a Midnapore nel novembre 1943, contò almeno cinquecento cumuli di resti scheletrici. Il settimanale Biplabi commentò nel novembre 1943 i livelli di putrefazione, contaminazione e infestazione da parassiti:
Nell'estate del 1943, molti distretti del Bengala, soprattutto nelle campagne, avevano assunto l'aspetto di "un immenso ossario".

### "Carestia dei tessuti"

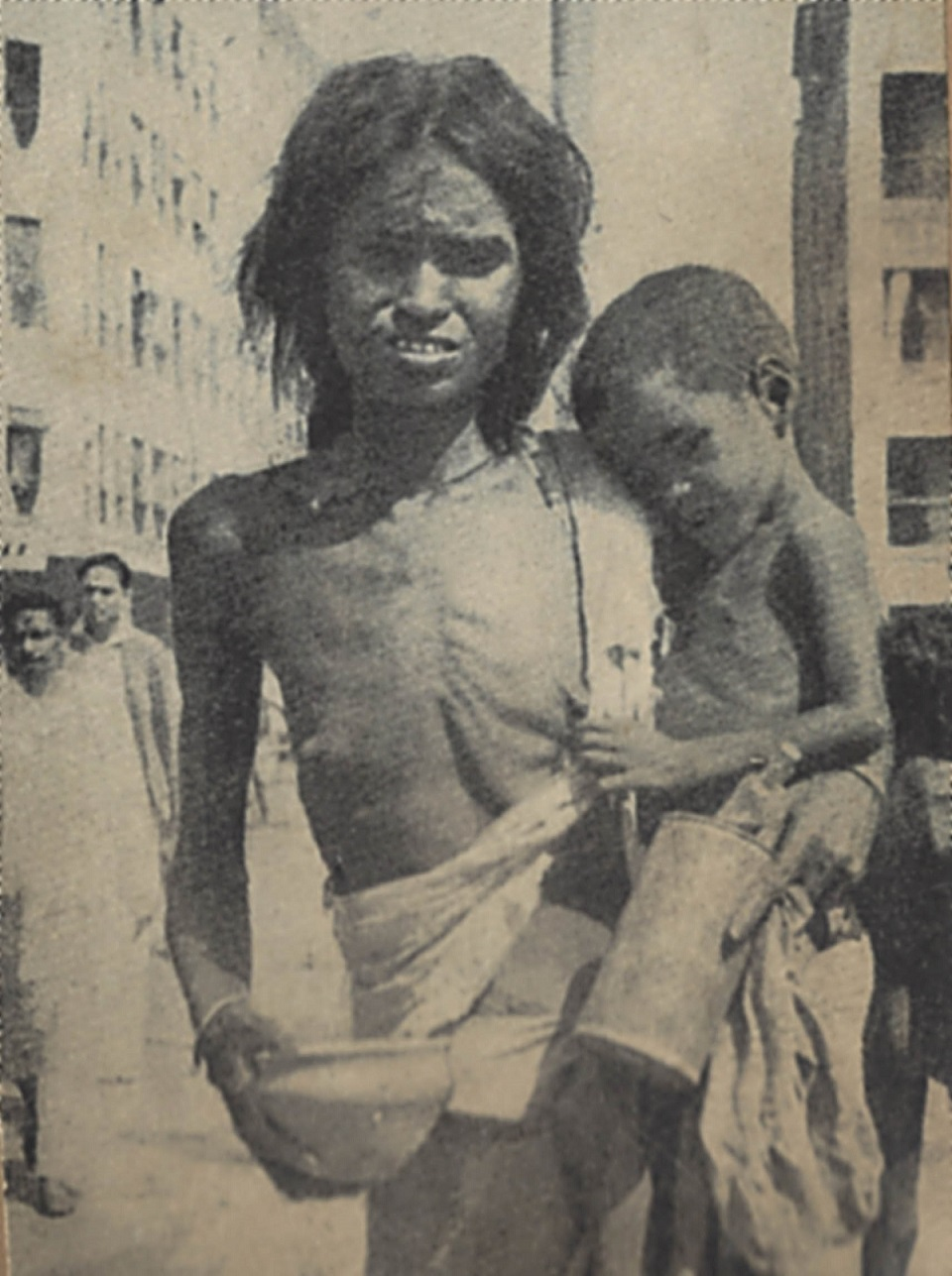
Madre con bambino in una via di Calcutta.

Come ulteriore conseguenza della crisi, una "carestia dei tessuti" lasciò in inverno i più poveri del Bengala nudi o con vestiti fatti di scarti. L'esercito britannico consumava quasi tutti i tessuti prodotti in India acquistando stivali, paracadute, uniformi, coperte e altri beni a prezzi fortemente scontati. Durante la guerra, l'India produsse 600 000 miglia (970 000 km) di tessuto in cotone, da cui furono realizzati 2 milioni di paracadute e 415 milioni di capi di vestiario militare. L'India esportò 177 000 000 iarde (162 000 000 m) di cotone nel 1938-1939 e 819 000 000 iarde (749 000 000 m) nel 1942-1943. I militari usarono anche la produzione indiana di seta, lana e pelle.
La piccola percentuale di materiale rimasto fu acquistata dagli speculatori per la vendita ai civili e fu soggetta ad una forte inflazione: nel maggio 1943, i prezzi erano aumentati del 425% rispetto a quelli nell'agosto 1939. Con la fornitura di tessuti completamente ridotta a causa degli impegni con il Regno Unito ed il livello dei prezzi influenzato dalla speculazione, coloro che non facevano parte delle "classi prioritarie" affrontarono una scarsità sempre più tragica. Swami Sambudhanand, presidente della Ramakrishna Mission a Bombay, dichiarò nel luglio 1943:
Molte donne "avevano l'abitudine di restare in una stanza tutto il giorno, emergendo soltanto quando era il [loro] turno di indossare l'unico frammento di stoffa condiviso con le parenti".

### Sfruttamento di donne e bambini

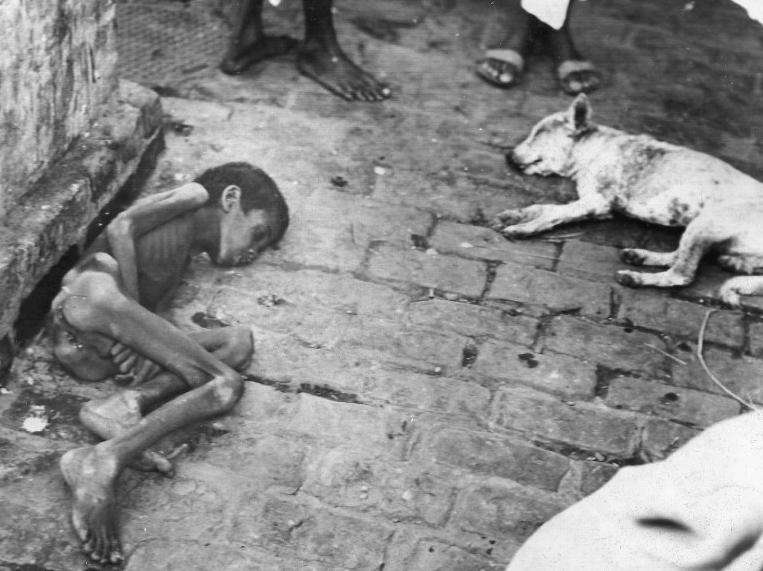
Bambino ischeletrito giace disteso, 1943.

La carestia intensificò lo sfruttamento e la vendita delle donne e delle adolescenti. Lo sfruttamento sessuale delle donne povere, rurali, di casta inferiore e di tribù da parte dei jotedari era difficile da contrastare anche prima della crisi. In seguito al ciclone e alla successiva carestia, molte donne vendettero tutti i loro averi e persero un tutore maschio a causa dell'abbandono o della morte. Le migranti a Calcutta spesso avevano a disposizione soltanto l'elemosina o la prostituzione per sopravvivere, e più volte i pasti regolari erano l'unica forma di pagamento. Tarakchandra Das sostiene che gran parte delle ragazze di età pari o inferiore ai 15 anni emigrate a Calcutta durante la carestia siano finite nei bordelli; alla fine del 1943, nei porti del Bengala orientale furono segnalati interi barconi con ragazze in vendita. Le ragazze venivano anche prostituite ai soldati ed i ragazzi agivano come magnaccia. Le famiglie mandavano nella notte le loro ragazze dai ricchi proprietari terrieri in cambio di piccolissime somme di denaro o di riso, o le vendevano a titolo definitivo come prostitute. Molto spesso queste ragazze vivevano nella costante paura di ferirsi o di morire, ma i bordelli erano la loro unica fonte di sostentamento o un luogo dal quale era difficile scappare. Le donne che erano state sfruttate sessualmente non venivano accettate né dalla società né dai famigliari. Bina Agarwal scrive che tali donne divennero delle "fuori casta" perenni in una società che apprezzava molto la castità femminile.
Alcune decine di migliaia di bambini rimasero orfani. Molti altri furono abbandonati, a volte sul ciglio della strada o negli orfanotrofi, o venduti fino a due maund di riso non decorticato (dove un maund era approssimativamente uguale a 37 kg) o al minimo seer (circa 1 kg) di riso, oppure per importi insignificanti di denaro contante. Spesso, i bambini venivano acquistati come domestici, dove "crescevano un po' meglio degli schiavi domestici". Complessivamente, secondo Greenough, la vittimizzazione e lo sfruttamento di queste donne e bambini fu un incalcolabile costo sociale della carestia.

## Soccorso

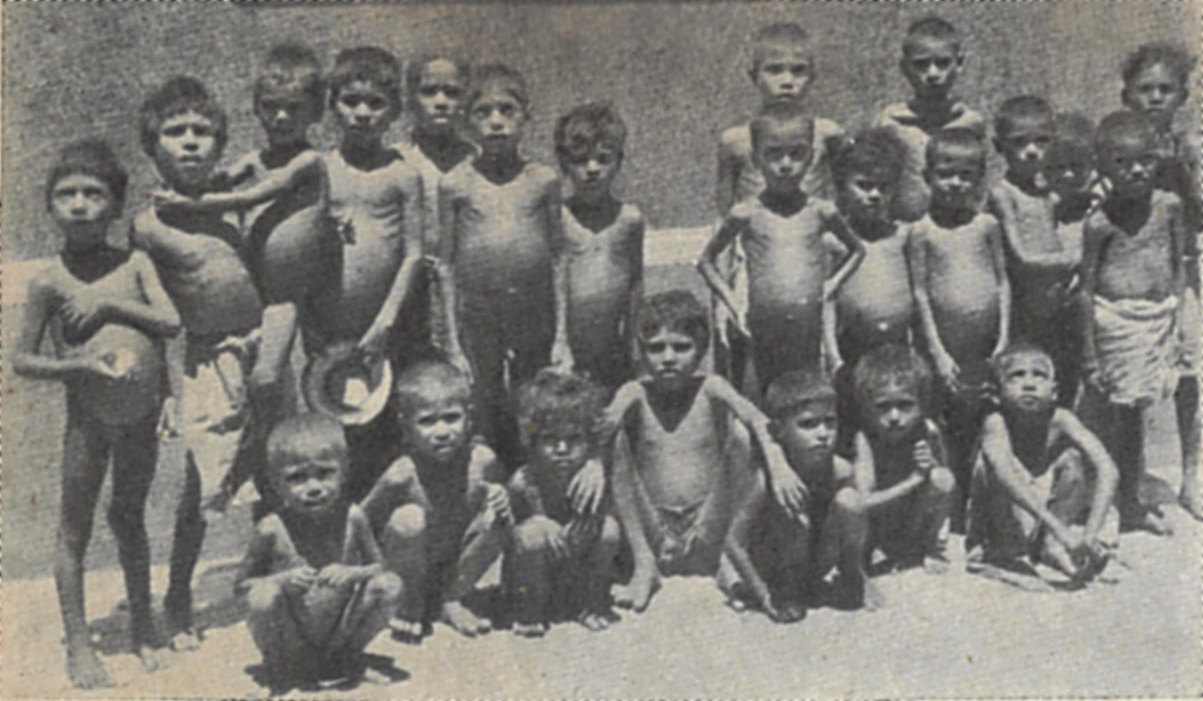
Un gruppo di 15 ragazzi con ventre gonfio e coste visibili, sintomo comune di malnutrizione e in particolare della sindrome di Kwashiorkor.

Indipendentemente dalla fornitura relativamente rapida ma inadeguata di aiuti umanitari per le aree colpite dal ciclone intorno a Midnapore a partire dall'ottobre 1942, la risposta del governo provinciale bengalese e di quello centrale fu lenta. Un importo di aiuti "non banale" ma "pietosamente inadeguato" iniziò ad essere distribuito da organizzazioni private di beneficenza nei primi mesi del 1943 e in quantità crescenti nel tempo, principalmente a Calcutta e in misura limitata nelle campagne. Ad aprile, nelle aree periferiche cominciarono ad arrivare più aiuti governativi, ma questi sforzi ebbero una portata limitata e furono in gran parte mal indirizzati, e la maggior parte delle forniture di denaro e grano fluirono verso i ricchi proprietari terrieri e i bhadraloka della classe media urbana (tipicamente indù). I primi aiuti comprendevano prestiti agricoli in contanti per l'acquisto di semi di risaia, aratro e spese di manutenzione; grano come sollievo gratuito e faticosi "lavori di prova" in cambio di cibo o di una piccola quantità di denaro, presumendo che un numero abbastanza elevato di assunzioni per tali incarichi avrebbe indicato la persistenza delle condizioni di carestia. I prestiti agricoli non furono di alcun aiuto al gran numero di poveri rurali che avevano poca o nessuna terra. La fornitura di grano fu divisa tra i negozi economici di grano e i mercati all'aperto, con alcune quantità immesse nei mercati con lo scopo di abbassare i prezzi dei cereali, ma ciò non aiutò i poveri delle zone rurali e mise loro in concorrenza con i bengalesi più ricchi per l'acquisto diretto a prezzi notevolmente gonfiati. Di conseguenza, dall'inizio della crisi fino all'agosto 1943 circa la carità privata fu il principale aiuto disponibile per i più poveri.
Secondo Paul Greenough, il governo bengalese ritardò i suoi soccorsi principalmente perché non sapeva come affrontare un mercato provinciale del riso paralizzato a causa dell'interazione di shock causati dall'uomo, al contrario dello scenario molto più familiare della carenza localizzata dovuta a disastri naturali. Inoltre, il governo provinciale era concentrato sulla classe media urbana e non sui poveri delle campagne. I politici bengalesi si aspettavano anche un aiuto del governo centrale indiano tramite la fornitura di cibo dalle altre provincie, e da tempo erano stati a favore di una campagna di propaganda pubblica che dichiarava la "sufficienza" nella fornitura di riso del Bengala, e temevano che il parlare di "scarsità" avrebbe aumentato la corsa all'accaparramento e la speculazione. Nella distribuzione degli aiuti governativi, dilagavano la corruzione e nepotismo e spesso la metà della merce spariva nel mercato nero o nelle mani di amici o parenti dei funzionari.
Poiché gli sforzi di soccorso del governo erano inizialmente limitati, un numero ampio e diversificato di gruppi privati e volontari cercarono di soddisfare le esigenze impellenti. Comunisti, socialisti, ricchi mercanti, gruppi di donne, privati cittadini della lontana Karachi ed espatriati indiani aiutarono i soccorritori o inviarono donazioni di denaro, cibo e tessuti. Diversi gruppi politici, inclusi gli alleati del Raj favorevoli alla guerra e i nazionalisti pacifisti, istituirono fondi di soccorso o gruppi di aiuto separati. Sebbene fossero talvolta ostacolati dal comunalismo indù e musulmano, con aspre accuse e controaccuse di trattamenti ingiusti e favoritismi, gli sforzi di questi gruppi privati costituirono un aiuto sostanziale.
Il grano iniziò ad affluire verso gli acquirenti di Calcutta dopo l'abolizione delle barriere commerciali interprovinciali nel maggio 1943, ma il 17 luglio un'inondazione del fiume Damodar a Midnapore rese inutilizzabili le principali linee ferroviarie, ostacolando gravemente l'importazione via rotaia. Quando la gravità e la portata della carestia divennero certe, il governo provinciale iniziò a istituire mense e cucine di farinata nell'agosto 1943, ma l'alimento dato forniva un apporto calorico appena sufficiente e spesso era inadatta al consumo. I cereali non familiari alla popolazione e indigeribili venivano spesso sostituiti al riso, causando sofferenze intestinali spesso mortali per i più deboli. Tuttavia, il cibo distribuito dalle mense governative divenne immediatamente la principale fonte di aiuto per i poveri delle zone rurali.
Le rotaie furono riparate ad agosto e la pressione del governo indiano comportò l'invio di forniture sostanziali a Calcutta a settembre, l'ultimo mese di Linlithgow come viceré. Tuttavia, emerse un secondo problema: il Dipartimento per le forniture civili del Bengala era indebolito e poco attrezzato per distribuire le forniture, ed il conseguente collo di bottiglia del trasporto lasciò enormi cumuli di grano all'aperto in diverse località, tra cui il Giardino botanico di Calcutta. Il feldmaresciallo Archibald Wavell sostituì Linlithgow quell'ottobre e richiese il supporto militare per il trasporto e la distribuzione di forniture cruciali entro due settimane. L'assistenza fu fornita prontamente assieme ad una divisione completa di 15 000 soldati britannici, camion militari e l'appoggio della Royal Air Force, e la distribuzione di cibo iniziò su larga scale anche nelle zone rurali più remote. Il grano fu importato dal Punjab e le risorse mediche divennero più accessibili. I soldati semplici, che avevano nutrito gli indigenti con le loro razioni nonostante l'ordine di non farlo, furono stimati dai bengalesi anche per l'efficienza del loro lavoro nel distribuire i soccorsi. Secondo Greenough, grandi quantità di terreno precedentemente utilizzate per altre colture furono assegnate alla produzione di riso, e il suo prezzo iniziò a diminuire. Molti sopravvissuti alla carestia e alle epidemie riuscirono a fare il raccolto da soli, sebbene in alcuni villaggi non ci fossero stati altri in grado di svolgere il lavoro.
Wavell continuò a fare molti altri passi politici importanti: promise che gli aiuti dalle altre province avrebbero continuato a sfamare le campagne bengalesi, istituì un regime di razioni minime e (dopo notevoli sforzi) riuscì ad imporsi sulla Gran Bretagna per aumentare le importazioni internazionali. Wavell fu ampiamente elogiato per la sua risposta decisa ed efficace alla crisi. Tutte le operazioni ufficiali di soccorso alimentare terminarono tra dicembre 1943 e gennaio 1944.

## Effetti economici e politici
Le conseguenze della carestia accelerarono notevolmente i processi socioeconomici preesistenti verso la povertà e la disuguaglianza di reddito, disgregò gravemente importanti elementi dell'economia e del tessuto sociale del Bengala e rovinò milioni di famiglie. La crisi travolse e impoverì ampi segmenti dell'economia, e una delle principali cause fu la diffusa strategia adattiva della vendita di asset, compresi i terreni: per esempio, nel 1943 in un solo villaggio nel Bengala orientale 54 famiglie su 168 vendettero la totalità o una parte delle loro proprietà terriere; tra queste, 39 lo fecero come strategia adattiva in reazione alla scarsità di cibo. Con il diffondersi della carestia nel Bengala, quasi 1,6 milioni di famiglie (circa un quarto di tutti i proprietari terrieri) vendettero o ipotecarono le loro risaie in tutto o in parte: alcune lo fecero per trarre profitto dall'impennata dei prezzi, ma molte altre cercarono di salvarsi dal disagio causato dalla crisi. Un totale di 260 000 famiglie vendettero a titolo definitivo tutte le loro terre, passando così dallo status di proprietari a quello di braccianti. La seguente tabella mostra l'andamento dei trasferimenti di terra tra il 1940 e il 1945: rispetto al periodo di riferimento 1940-1941, l'aumento nel 1941-1942 è stato del 504%, nel 1942-1943 del 665%, nel 1943-1944 del 1057% e nel 1944-1945 del 872% rispetto al 1940-1941.
| 1940–1941 | 1941–1942 | 1942–1943 | 1943–1944 | 1944–1945 |
| --------- | --------- | --------- | --------- | --------- |
| 141 000   | 711 000   | 938 000   | 1 491 000 | 1 230 000 |

Questa caduta nelle fasce a basso reddito si verificò in diverse occupazioni. In termini assoluti, i più colpiti dall'impoverimento post-carestia furono le donne, i braccianti senza terra, mentre i lavoratori agricoli subirono i più alti tassi di indigenza e mortalità. In termini relativi a soffrire di più furono quelli impegnati nel commercio rurale, nella pesca e nei trasporti (barcaioli e conducenti di carri trainati da buoi).
Le reazioni dello stato coloniale, gestore della distribuzione di forniture mediche e alimentari, a seguito della caduta della Birmania ebbero profonde conseguenze politiche. Sanjoy Bhattacharya scrisse:
(Bhattacharya 2002b, p. 102.)
Allo stesso modo, l'opposizione nazionale alla politica di rifiuto delle barche, come esemplificata dagli editoriali di Mahatma Gandhi, incentivò il rafforzamento del movimento indipendentista indiano. Il "rifiuto delle barche" allarmò il popolo e la controversia risultante contribuì alla nascita del movimento "Quit India" del 1942 e ad irrigidire la risposta del Gabinetto di guerra. Una risoluzione del Congresso Nazionale Indiano nella quale veniva criticata aspramente la distruzione delle barche e il sequestro delle case fu considerata dal Gabinetto di guerra di Churchill come un tradimento, e fu determinante nel successivo arresto della leadership massima del Congresso. L'opinione pubblica indiana, plasmata da impulsi come la copertura mediatica e gli sforzi di beneficenza, convergeva in una serie di conclusioni strettamente correlate: la carestia era stata un'ingiustizia nazionale e prevenirne il ripetersi era un imperativo nazionale, e la conseguente tragedia umana fu definita da Jawaharlal Nehru come "il giudizio finale sul dominio britannico in India". Secondo lo storico Benjamin R. Siegel:
(Siegel 2018, p. 48)

## Copertura mediatica
I due principali giornali in lingua inglese di Calcutta erano The Statesman (all'epoca di proprietà britannica) e Amrita Bazar Patrika (curato dall'attivista indipendentista Tushar Kanti Ghosh). Nei primi mesi della carestia, il governo esercitò pressioni sui giornali per "placare i timori dell'opinione pubblica sull'approvvigionamento alimentare" e seguire la posizione ufficiale secondo cui non esisteva la carenza di riso. Questo sforzo ebbe un certo successo: The Statesman pubblicò editoriali affermando che la carestia era dovuta esclusivamente alla speculazione e all'accaparramento, rimproverando i commercianti e i produttori locali ed elogiando gli sforzi ministeriali". La notizia della carestia era anche soggetta ad una rigida censura tale da proibire persino l'uso della parola famine ("carestia"), e The Statesman scrisse che il governo del Regno Unito "sembra praticamente aver nascosto al pubblico britannico l'esistenza di una carestia nel Bengala ".
Tuttavia, a partire dalla metà di luglio del 1943 e ancora di più ad agosto, The Statesman e Amrita Bazar Patrika iniziarono a pubblicare resoconti dettagliati e sempre più critici riguardo alla profondità e alla portata della carestia, parlando del suo impatto sulla società e della natura delle risposte politiche britanniche, indù e musulmane. Un punto di svolta nella copertura giornalistica avvenne alla fine di agosto 1943, quando il direttore di The Statesman Ian Stephens sollecitò e pubblicò una serie di fotografie delle vittime, suscitando scalpore nel mondo e segnando l'inizio della consapevolezza interna e internazionale della carestia. La mattina dopo "a Delhi copie di seconda mano del giornale erano vendute con un prezzo superiore a quello dell'edicola", e presto "a Washington il Dipartimento di Stato le fece circolare tra i responsabili politici". In Gran Bretagna, The Guardian definì la situazione nel Bengala come "orribile oltre ogni possibile descrizione". Le immagini ebbero un effetto profondo e significarono "per molti, l'inizio della fine del dominio coloniale". La decisione di Ian Stephens di pubblicare le foto e di adottare una posizione editoriale provocatoria ottenne riconoscimenti da molti (inclusa la Commissione d'inchiesta sulla carestia), e fu descritta come "un singolare atto di coraggio giornalistico senza il quale molte più vite sarebbero sicuramente andate perse". La pubblicazione delle immagini, insieme agli editoriali di Stephens, contribuirono a porre fine alla carestia spingendo il governo britannico a fornire un adeguato sostegno alle vittime. Le fotografie spinsero Amrita Bazar Patrika e il People's War del Partito Comunista d'India a pubblicare immagini simili.
La carestia è stata rappresentata in romanzi, film e opere d'arte. Il romanzo verosimile Ashani Sanket ("Tuono lontano") di Bibhutibhushan Bandyopadhyay narra la storia di un giovane medico e sua moglie nelle campagne del Bengala durante la carestia. L'opera è stata adattata dal regista Satyajit Ray nel film Tuoni lontani del 1973, vincitore dell'Orso d'oro nello stesso anno ed inserito nella lista dei migliori 1000 mai realizzati stilata nel 2003 dal The New York Times.
La carestia è stata rappresentata anche dal romanzo So Many Hungers! (1947) di Bhabani Bhattacharya e dal film del 1980 Akaler Shandhaney di Mrinal Sen. La raccolta di Ella Sen Darkening Days: Being a Narrative of Famine-Stricken Bengal racconta eventi reali dal punto di vista di una donna.
Hungry Bengal: a tour through Midnapur District in November, 1943 fu una raccolta di disegni di Chittaprosad Bhattacharya raffiguranti le vittime della carestia e pubblicata nel 1944, ma fu immediatamente messo al bando dai Britannici e 5000 copie furono sequestrate e distrutte. Tuttavia, una copia del libro è stata nascosta dalla famiglia di Chittaprosad ed è ora in possesso della Delhi Art Gallery. Un altro artista famoso per i suoi schizzi della carestia era Zainul Abedin.

## Storiografia
Il dibattito sulle cause della carestia è ancora acceso: sono state analizzate questioni complesse come gli impatti delle forze naturali, i fallimenti del mercato, le politiche infruttuose, il malaffare da parte delle istituzioni governative, le speculazioni di guerra o altri atti da parte delle imprese private. La discutibile accuratezza di gran parte dei dati statistici e aneddotici disponibili è un fattore complicante, così come la politicizzazione o la natura politica delle analisi e delle loro conclusioni.
Il grado di deficit del raccolto alla fine del 1942 e il suo impatto nel 1943 sono stati tra gli argomenti più studiati nella storiografia della carestia. La questione riflette un dibattito più ampio tra due prospettive: una evidenzia il "declino della disponibilità di cibo" (in inglese Food Availability Decline, FAD) come la causa della carestia, un'altra si concentra sul "fallimento dei diritti di scambio" (in inglese Failure of Exchange Entitlements, FEE). La spiegazione del FAD vede come causa la scarsità dei raccolti provocati principalmente da crisi come la siccità, le inondazioni o le devastazioni provocate dall'uomo nella guerra. Secondo la teoria del FEE, in alcuni casi tali fattori esterni sono importanti ma la carestia è stata causata principalmente dall'interazione tra la "vulnerabilità strutturale" preesistente (come la povertà) e uno shock (come la guerra o l'interferenza politica nei mercati) che ha sconvolto il mercato del cibo. Quando ciò avviene, alcuni gruppi della società possono diventare incapaci di comprare o acquisire cibo anche se sono disponibili scorte sufficienti.
Entrambe le prospettive FAD e FEE concorderebbero sul fatto che il Bengala subì almeno una carenza di grano nel 1943 a causa della perdita di importazioni dalla Birmania, dei danni del ciclone e dell'infestazione di Cochliobolus miyabeanus. Tuttavia, le analisi del FEE non considerano la penuria come il fattore principale, mentre gli studiosi orientati al FAD come Peter Bowbrick ritengono che un forte calo dell'offerta alimentare sia stato il fattore determinante. S.Y. Padmanabhan e più tardi Mark Tauger, in particolare, hanno affermato che l'impatto della malattia da Cochliobolus miyabeanus è stato ampiamente sottovalutato, sia durante la carestia sia nelle analisi successive. I segni dell'infestazione delle colture da parte del fungo sono tenui e date le condizioni sociali e amministrative dell'epoca, molto probabilmente i funzionari locali potrebbero aver trascurato tali sintomi.
Il consenso accademico segue generalmente la versione del FEE, come formulato da Amartya Sen, descrivendo la carestia bengalese del 1943 come una "carestia dei diritti". Secondo questo punto di vista, il preludio alla carestia fu l'inflazione generalizzata in tempo di guerra, aggravata dalla distribuzione prioritaria e dai tentativi falliti di controllo dei prezzi, ma il colpo letale furono degli sbalzi devastanti del tasso di inflazione a causa degli ingenti acquisti speculativi o da panico. Ciò a sua volta causò un forte declino dei salari reali dei braccianti agricoli, trasformando in un'orribile carestia quella che avrebbe dovuto essere una penuria.
Analisi successive evidenziano spesso i fattori politici: gli studiosi si sono divisi tra coloro che ritengono il governo come fautore involontario della crisi o incapace di rispondere prontamente, e coloro che accusano il governo di aver causato intenzionalmente la carestia o di aver ignorato la situazione degli Indiani affamati. I primi vedono il problema come una serie di fallimenti politici evitabili in tempo di guerra e "risposte di panico" da parte di un governo che si dimostrò inetto e sopraffatto; i secondi come un consapevole errore giudiziario da parte della "élite coloniale dominante" che aveva abbandonato i poveri del Bengala.
Sen non nega che il malgoverno britannico abbia contribuito alla crisi, ma vede il fallimento della politica come un completo fraintendimento della causa della carestia che ha portato a dare un'enfasi del tutto fuorviante sulla misurazione delle carenze alimentari inesistenti piuttosto che affrontare gli squilibri concreti e devastanti causati dall'inflazione nei diritti di scambio. In netto contrasto, sebbene Cormac Ó Gráda osservi che l'ipotesi del FEE di questa carestia è generalmente accettata, attribuisce maggiore importanza alla carenza dei raccolti e respinge in gran parte l'enfasi di Sen sull'accaparramento e la speculazione. Ó Gráda sottolinea una "mancanza di volontà politica" e la pressione delle priorità in tempo di guerra che spinsero il governo britannico e quello provinciale del Bengala a prendere decisioni fatali: le "politiche di negazione", l'uso di navi pesanti per rifornimenti bellici piuttosto che alimentari, il rifiuto di dichiarare ufficialmente uno stato di carestia e la balcanizzazione dei mercati del grano attraverso barriere commerciali interprovinciali. Da questo punto di vista, tali politiche erano concepite per servire gli obiettivi militari britannici a scapito degli interessi indiani, riflettendo la volontà del Gabinetto di guerra di "provvedere ai bisogni dell'esercito e lasciare che il popolo indiano morisse di fame se ritenuto necessario". Lungi dall'essere accidentali, queste dislocazioni furono pienamente riconosciute in anticipo come fatali per i gruppi indiani le cui attività economiche non avevano promosso direttamente, attivamente o adeguatamente gli obiettivi militari britannici. Le politiche potrebbero aver raggiunto gli obiettivi prefissati in tempo di guerra, ma a costo di sconvolgimenti su larga scala nell'economia nazionale indiana e di conseguenza il governo britannico ha avuto la responsabilità morale delle morti nelle campagne. Riguardo alle cause della carestia, Auriol Law-Smith incolpa anche il governo locale dell'India, sottolineando principalmente la mancanza di volontà politica del viceré Linlithgow di "violare l'autonomia provinciale" usando la sua autorità per rimuovere le barriere interprovinciali e garantire il libero movimento di grano.
Un argomento correlato, presente fin dai tempi della carestia ma espresso in seguito da Madhusree Mukerjee, accusa figure chiave del governo britannico (in particolare il primo ministro Winston Churchill) di genuina antipatia verso gli indiani e l'indipendenza indiana, un'avversione derivante principalmente dal desiderio di protegge il privilegio imperialista e dal suo razzismo. Ciò è attribuito alla rabbia britannica per il diffuso sentimento nazionalista bengalese e al percepito tradimento con la rivolta violenta del Quit India. Lo storico Tirthankar Roy critica questo punto di vista definendolo "ingenuo" e attribuisce la risposta tardiva alla rivalità e alla disinformazione diffusa sulla carestia all'interno del governo locale, in particolare da parte del ministro delle forniture civili Huseyn Shaheed Suhrawardy (che affermò l'inesistenza di una carenza di cibo durante la carestia), pur notando che ci sono poche prove dell'influenza delle opinioni personali di Churchill nella politica del Gabinetto di guerra.
Da parte sua, il rapporto della Commissione della carestia (con membri nominati nel 1944 dal governo britannico dell'India e presieduti dall'ex funzionario del servizio civile indiano nel Bengala Sir John Woodhead), assolse il governo britannico da ogni colpa grave. Riconobbe alcuni fallimenti nei controlli dei prezzi e nella gestione dei trasporti e attribuì ulteriori responsabilità alla soglia dell'inevitabile, ma lanciò forti accuse ai politici locali del governo provinciale (a maggioranza musulmana) del Bengala. Nel rapporto fu affermato:
(titolo)
Ad esempio, rispetto alle accuse secondo cui la distribuzione prioritaria aveva aggravato la carestia, la Commissione d'inchiesta affermò che la mancanza di controllo sulle forniture da parte del governo del Bengala fosse la questione più seria. Alcune fonti affermano che la Commissione per la carestia rifiutò deliberatamente di incolpare il Regno Unito o che era stata addirittura concepita per farlo; tuttavia, Bowbrick difende l'accuratezza complessiva del rapporto, sostenendo che fu stilato senza preconcetti e preferisce le analisi della Commissione a quelle di Sen. Le accuse britanniche secondo cui i funzionari indiani erano responsabili del disastro risalgono già al 1943, come fece notare con disapprovazione un editoriale su The Statesman del 5 ottobre.
Paul Greenough enfatizza il modello della vittimizzazione: secondo la sua analisi, il Bengala era di base suscettibile alla carestia a causa delle pressioni demografiche e delle inefficienze del mercato, condizioni esacerbate da una terribile combinazione di guerra, conflitto politico e cause naturali. La colpa avrebbe dovuto essere attribuita soprattutto ad una serie di interventi governativi che sconvolsero il mercato all'ingrosso del riso. Una volta incominciata la crisi, i tassi di morbilità furono guidati da una serie di decisioni culturali: gli uomini a capo delle famiglie contadine si allontanarono i familiari più deboli, i proprietari terrieri abbandonarono le varie forme di mecenatismo mantenute per tradizione (secondo Greenough) ed il governo trascurò i poveri delle campagne. Questi gruppi abbandonati furono quindi socialmente e politicamente selezionati per la morte.
Un'altra ipotesi sostiene che i maggiori industriali abbiano causato o almeno esacerbato in modo significativo la carestia attraverso speculazioni, profitti di guerra, accaparramento e corruzione, in particolare quei "commercianti di grano senza scrupoli e senza cuore che costringono ad aumentare i prezzi sulla base di false voci". Partendo dal presupposto che la carestia bengalese abbia causato 1,5 milioni di vittime, la Commissione d'inchiesta sulla carestia avrebbe fatto un "calcolo raccapricciante" secondo cui " per ogni morte sono stati accumulati quasi mille rupie di profitti", corrispondenti nel 1944 a 88 £ e nel 2019 a equivalenti a 3 904 £ o 1 278 $. Come ha affermato la Commissione d'inchiesta sulla carestia, "gran parte della comunità viveva nell'abbondanza mentre altri morivano di fame, [...] la corruzione era diffusa in tutta la provincia e in molte classi della società".
Questa tesi di Sen è stata criticata dall'autrice bengalese Madushree Mukerjee in una controversia con Sen pubblicata sulla New York Review of Books nel 2011. Un riassunto delle sue tesi può essere trovato nella traduzione francese del suo libro Churchill's Secret War pubblicato nel 2015. con il titolo Le Crime du Bengale . Secondo lei, la carestia del Bengala, causata principalmente dalle requisizioni dell'esercito britannico, ha causato più di 4 milioni di vittime.